# WORST (漫画)
『WORST』（ワースト）は、髙橋ヒロシによる日本の漫画作品。『月刊少年チャンピオン』（秋田書店）にて2001年10月号から2013年8月号まで連載された。1990年から1998年まで『月刊少年チャンピオン』にて連載された『クローズ』の続編となっている。

## 概要
グリコ（花木九里虎）を主人公としたスピンオフ『WORST外伝 グリコ』が『週刊少年チャンピオン』（秋田書店）にて2019年7号より連載中。原作は髙橋ヒロシ、作画は鈴木リュータが担当。
河内鉄生を主人公としたスピンオフ『WORST外伝 ドクロ』が『別冊少年チャンピオン』（秋田書店）にて2019年3月号より連載中。原作は髙橋ヒロシ、作画はきだまさしが担当。
ゼットン（花澤三郎）を主人公としたスピンオフ『WORST外伝 ゼットン先生』が『月刊少年チャンピオン』にて2020年8月号より連載中。原案は髙橋ヒロシ、原作は鈴木大、作画は山本真太朗が担当。
2021年には『WORST』の20周年を記念した企画展「WORST展〜戸亜留市タウンマップ〜」が、2月19日から3月1日まで東京・墓場の画廊で開催された。
『WORST外伝 ゼットン先生』は「マンガ誌編集長が選ぶ、2020年のイチオシ作品」で『月刊少年チャンピオン』編集長の信田敬介に選ばれた。
本作の連載開始20周年を記念した企画で「クローズ×WORST外伝 サブロクサンタ（仮）」が制作中であると『月刊少年チャンピオン』2021年10月号にて発表された。『マンガクロス』（同）にて2022年1月7日から『WORST外伝 サブロクサンタ 名もなきカラスたち』のタイトルで連載開始。林雷太、高梨銀太、琴吹天太を中心に描かれる物語であり、キタハラタケヨが原作を務め、林たかあきが漫画を担当。
単行本の累計発行部数は3500万部を突破している。さらに今作に加えて前作『クローズ』やスピンオフ作品などの関連作を含めたシリーズ累計発行部数は2017年8月時点で9000万部を突破している。『WORST外伝 グリコ』のみの単行本の累計部数は2023年2月時点で250万部を突破している。

## ストーリー・作中設定
ストーリーは前作終了より約1年後から始まっている（第25期生の卒業と第28期生の入学で終了した前作に対し、今作では第29期生の入学から第32期生の入学まで）。前作のメインキャラクターより4歳下の世代を軸に、不良高校生たちの抗争と日常生活を描く群像劇となっている。
前作のキャラクターの一部も登場する一方で黒焚連合は消滅し、その勢力圏だった地区に竜胆高校が新設、鳳仙学園では月光兄弟が勢力を伸ばすなど、作中設定における勢力図は大きく変わっている。またストーリーの舞台となる地域には、「戸亜留（とある）市」という名称が正式につけられた。

## 登場人物

### 鈴蘭男子高校
「カラスの学校」の異名をとる県内随一の不良校。伝説的な不良が過去何人も在籍していたが、それ故派閥や一匹狼が常に存在したため、誰一人として校内勢力をまとめることが出来た者はいなかった。春先には新入生の間で最強の男を決定する「一年戦争」が開かれるのが慣例になっている。滝谷源治、リンダマン（林田恵）、坊屋春道、ゼットン（花澤三郎）、花木九里虎、月島花などそれぞれの世代の最強の男には市外の出身者が多く、「鈴蘭アウトサイダー伝説」と呼ばれるジンクスとして知られている。
男を磨く聖地と呼ばれている一方、出身者の大半がまともな道を歩くことができず、卒業後は就職もまともにできない現実があり、ヤクザになって命を落とす者までいる。ただし、警察官になるなどした者も少数ながら存在している。

#### 第29期生
月島 花（つきしま はな）
本作の主人公。携帯電話の電波の届かない圏外から来た男。梅星一家5号室の住人。花組の頭。引越し早々、兄弟の長兄を決めようという迫田の提案に対し、自分が勝ったら皆五分の兄弟だと言いタイマンで勝利する。鈴蘭入学後、自分の実力を試すために一年戦争に参加。番長になると宣言し、村川を倒して注目を集める。決勝で天地とタイマンを張り、必殺のアッパー一撃で倒して優勝し、その名を轟かせる。その後はゼットンの企みで花木九里虎とタイマンを張るも完敗。しかしその後は千春・ブッチャー・光政といった大物とのタイマンで勝利を収めている。敗れはしたものの、九里虎と同等の実力を持つ。
鳳仙との抗争では真島・松尾に勝利しており、光政をライバル視し始めた瞬間だった。
いつも笑顔で仲間思いである。また、野生の熊や猪と喧嘩をして生きてきたらしく、身体能力も非常に高い。バスケでダンクを決めたことがあり、さらに、中学時代に100m走で11秒を切り、30キロの村民マラソン大会で5分遅れでスタートしても優勝する体力の持ち主である。その反面、ボウリングやダーツは非常に下手。 先輩達に対しては敬語で喋るなど基本的には礼儀正しいが、相手の名前を間違えて呼んだり、ベンチを跨いで座っていたブッチャーに対し、行儀よく座ってブッチャーを閉口させたりと、少々抜けている面もある。
見知らぬ妊婦を助けたこともあり、他人のために泣ける男。寅さんに憧れている。
感激した時のみならずマリ姉の料理のあまりの美味さに泣くこともあるなど、涙もろい。大食いでもあり、朝は必ず3杯以上食べるほど。 「圏外から来た男」の名の通り、かなりの田舎出身で、住所には「字」「大字」「山中」が入る上にとてつもなく長く、中学までは熊やマムシが出る山一つ以上を超えて通っていた（実際に行ったことのある寅や話を聞いた蓮次、ビスコは環境の凄さに驚いていた）。携帯電話を見たことはあるが、使い方は詳しくない（無線機もしくはトランシーバーのように、語尾に「〜〜どうぞー」とつけたりもする）。8歳の時に大雨による土砂崩れで両親と愛犬(名前は｢大福｣)を亡くして以来、祖母と2人きりの生活をしていた。 タイマンの前には「恨みっこなしな」と言うのが口癖。ノゾキなら喜んで付き合うと言いながら、八板の兄が持っていた裏ビデオを見てパンクした。 その強さとは裏腹に威圧感のない風貌であり、「カールおじさん」「マルコメ」と呼ばれたりした。九里虎に「マルコメX」と呼ばれたこともあった。 3年時には先輩達から受け継いだバックルをベルトに着用している。
鈴蘭の番長になる為に、九里虎にタイマンを申し込んだ。壮絶な殴り合いの末にとどめのアッパーを外し、逆に飛び蹴りを食らって失神する。その後は九里虎の演説で鈴蘭史上初の番長に指名される。
萬侍帝國との抗争では七人会の命を受けて戸亜留市にやって来た武龍會・會長の辛島純をタイマンで倒す。
萬侍帝國七人会とのタイマン戦では1番手を務め、織田健會・會長の柴木正美をタイマンで倒す。
萬侍帝國七人会とのタイマン戦が終わった後、ビスコから近々タイマンしに行くと言われ、快く承諾する。
その後、卒業間際にビスコが戸亜留市に来たことによって喧嘩に発展。描写は無いが結果は敗北。
卒業後は祖母が足の怪我をしたので地元に戻るとのこと。
外伝『ドクロ』7巻に収録された番外編では祖母が登場しており、花の下宿の下見のために戸亜留市を訪れた際にチンピラに絡まれたところを九里虎と鉄生に助けられている。
迫田 武文（さこた たけふみ）
梅星一家6号室の住人。花組。「岸中」出身。
中学校一年の頃、護國神社で行われたリンダマンと坊屋春道とのタイマンに強く心を揺さぶられ、いつかは自分も彼らのような熱い勝負を繰り広げてみたいと思い鈴蘭入学を決意した。
同世代からは「恐竜」と畏怖されるほどの腕っ節の強さを誇り、それ故にかなりの自信家でもある。
顔の傷は幼馴染の歩巳によってつけられたもので、自分の言動が原因で彼にそうさせてしまったことを激しく後悔していたが、後に和解する。
下宿先の梅星一家のもとへ入って間もなく、下宿仲間達の上下関係を明確にしようと提案。寅を一方的に下に見ていたことで花と衝突する。力による制圧をすべてとする迫田とは対照的に、それぞれが別け隔てない関係を望む花に捻じ伏せられ、横暴な振る舞いは変わらないながらも次第に家族としての生き方を受け入れるようになる。一方でマリ姉の驚かしでは下宿生で一番驚くらしく、初めて会った時には白目をむいて昏倒したらしい。初登場時は髪を逆立てていたが、天地軍団との抗争あたりからパンチパーマにしている。
また、他校から優勝候補筆頭と目されていた一年戦争には蓮次とともに参加を見送り、花に敗れた自らを「予選敗退」とした。花が一年戦争を制した後、彼の願いである「史上初の鈴蘭制覇」を実現させるべく、蓮次や八板を募って花組を立ち上げた。
天地軍団との最終決戦では、最大の難敵とみなされていた室戸康明を文字通り圧倒し、花組の勝利に大きな役割を果たした。
萬侍帝國との抗争では七人会の命を受けて戸亜留市にやって来た神城會・會長の椎野史直をタイマンで倒す。
武藤 蓮次（むとう れんじ）
梅星一家1号室の住人。花組。「三中」出身。
中学の頃は狂犬と呼ばれるほど荒々しい性格をしていたらしいが、作中ではさほど目立った描写はなく、むしろ頭脳派・穏健派のように扱われている。感覚派の迫田が現場担当のリーダーとして動くことが多いのとは対照的に、彼自身は参謀役を引き受けることが多い。ただし、大勢の漆黒の蠍に襲われた際「イカれたガキ」と呼ばれるほど暴れまわったこともある。
天地軍団と対決の際、暇を持て余す花にタイマンを挑んだことがあるが、圧倒的な実力差で敗北する。（この時花は手加減していた。）
他人思いの優しい性格をしており、行方を眩ました兄を大変心配している。
卒業後は東京へ行く予定で、卒業式が終わったあとに梅星一家を出て行く時は一番初めに泣いたことで皆が驚き、皆がつられた。
冨永 寅之助（とみなが とらのすけ）
梅星一家3号室の住人。通称「寅」。
中学時代の卑屈な生活によりやや精神的に追い詰められた状態で作中に登場し、当初は自らの肉体的な弱さを嘆くことが多かったが、迫田に向けた刃を取り払ったときの花の言葉や政司の叱咤激励によって徐々に自分の生き方に自信を持つようになる。以後、臆しながらも自分の意見をしっかりと伝えるようになり、とりわけ鳳仙の跡目争いに頭を悩まされていた光政に対して大きな影響を与えた。
ボウリングやダーツなどのインドアスポーツを小器用にこなし、バイト先のボウリング場の店長からは「将来、プロになれる」とも褒められている。鈴蘭ダーツクラブを銀次と立ち上げ、迫田の幼馴染の歩巳を一番の親友としている。
卒業後は、地元のハンバーグ店「ハンマー」に就職する予定。
八板 郁美（やいた いくみ）
花組。「河中」出身。自称「悲運の豪腕」、通称「ゴマ塩｣。
花組では主力メンバーで、迫田も認める実力者のようだが、戦闘シーンは少ない。迫田とは中学時代から因縁があった。一年戦争では牡蠣にあたり、棄権。後に迫田と蓮次に花組に誘われる。兄貴が裏ビデオをたくさん持っている。髪型はゴマ塩のような坊主頭。
実家はシメジ農家をやっており、卒業後は実家を継ぐ。
村川 勝弘（むらかわ かつひろ）
花組。「松中」出身。一年戦争で花のボディブロー一発でやられる。翌日、心機一転して髪型をモヒカンにする。（呼ばれていないが）迫田の誘いを受けた八板に同行し、強引に花組に入る。鳳仙に従兄弟がおり、同様にモヒカンである。作中、何度も髪型を変えている。
萬侍帝國との抗争が終わってからすぐに少し早い就職準備をしている。
尾崎 健市（おざき けんいち）
花組。「二中」出身。花組では蓮次と一緒に裏で動くことが多い。一年戦争では、天地に肋骨と腕を折られ病院送りにされる。八板同様、迫田と蓮次に誘われ、興味本位で花組に入るが、鳳仙との抗争で花のタイマンを見て確信を持つ。髪型はアフロ。蓮次に腹黒いと言われていたが、花組に入ってからは温厚になっている。
卒業後は蓮次と同じく東京へ行く予定。
浅井 貴彦（あさい たかひこ）
FBI→花組。FBIきっての切れ者だったが、花組vs.FBIにて勝利した蓮次の要求により花組へ移籍。以後、パイプ役として蓮次の指示で動く。無口だがドスケベで、表情は変わらないが耳が動く。
山口 蘭丸（やまぐち らんまる）
原田組→花組。十希夫の右腕だったが、原田組解散を機に花組に移籍。元々は花のことを良く思っていなかったが、体育で一緒のチームになったり、母親の葬式で一緒に泣いてくれたことがあり、花のためなら一肌でも二肌でも脱ぐと決意する。花組では監視役のようである。中学まで百合川南高校の方に住んでいたので、アボと親交がある。もらいタバコが多い。
伊庭 亜樹夫（いば あきお）
伊庭組の頭。酒井や下級生数名と共に伊庭組を結成。口では花を認めているが、心の中では見下している。酒井と共に花組鈴蘭制覇の前に立ちはだかる最後の大物とされているが実際には花組の前に立ちはだかったことも無ければ、花に喧嘩を売ったこともない。九里虎の演説を聞いて、花を鈴蘭の番長と認める。
酒井 圭一（さかい けいいち）
伊庭組の副頭。伊庭や下級生数名と共に伊庭組を結成。伊庭と共に、花組鈴蘭制覇の前に立ちはだかる最後の大物と言われていた人物。九里虎の演説を聞いて、花を鈴蘭の番長と認める。

#### 第27期生
ゼットン / 花澤 三郎（はなざわ さぶろう）
鈴蘭の顔役の一人で、かつての新四天王。同期で最も強く、かつては鈴蘭最強の男だったが、九里虎にタイマンで敗れその座から陥落している。派閥を作らず一匹狼を通しているが、秀吉や軍司など他の顔役とは良好な関係を築いている。
愛校精神が強く鈴蘭の将来を憂慮しており、花の姿に鈴蘭を変える可能性を見出し、九里虎と結びつけそれとなく目をかけていた。卒業後は鈴蘭で不良少年を教えたいと教師を志し、戸亜留市で浪人生活を送り受験勉強に励んでいる。
花が3年に進級する時に九里虎から受け継いだベルトのバックルは、その前年にゼットンが九里虎に渡したもので、元々は先輩である坊屋春道から譲り受けたものだった。
「WORST外伝 ゼットン先生」では東北の大学を卒業後、母校である鈴蘭高校で教壇に立つことを夢見ていたゼットンだったが、その願いはかなわず、天香国高校という学校に赴任した。そこで落ちこぼれを集めた「2-Z組」を受け持つことになったゼットンは、校長から「ある条件を満たせば鈴蘭への推薦状を書かなくもない」と持ちかけられる。
加東 秀吉（かとう ひでよし）
秀吉一派の頭。通称「狂犬」。「京華中」出身。同期での実力はゼットンに次ぐナンバー2。鈴蘭で派閥を持つも、ブッチャーに「凄味はあるが人望がない」と言われる（ブッチャーが花を一派に勧誘する際に説明）。マサと常に行動を共にしており、マサが鳳仙に襲われた時は単独で殴りこみに行く。元々は自分よりも格上の相手とのケンカにこそ燃える性格であったが、ゼットンに敗れて以降は若干丸くなってしまい、そのことをブッチャーに悟られたことで自分に憤りを感じていた。鳳仙との抗争では自分よりも格上のキングジョーとの壮絶なタイマンを見せ、健闘するも敗れる。
黒澤とは一年戦争で勝ち残ったらタイマンをすると約束したが黒澤が九里虎に敗れたために果たされず。2つ年上の女子大生と付き合っているらしい。いつも図書室にいるが、読んでいる本は漫画である。卒業後は東京へ。
マサ / 小林 政成（こばやし まさなり）
秀吉一派の副頭。「京華中」出身。いつも秀吉と行動を共にしており、秀吉とは十年来の親友同士である。
前作からケンカの描写がほとんど無く、その実力もあまり分からないが、それなりに強いとは思われる。鳳仙との抗争では最初の奇襲に遭い、秀吉が激怒するきっかけとなった。知恵の輪が苦手。卒業後は東京へ。
岩城 軍司（いわしろ ぐんじ）
岩城一派の頭。「海老塚中」出身。同期での実力はゼットン、秀吉に次ぐナンバー3。ブッチャーには「人望はあるが華がない」と言われる（ブッチャーが花を一派に勧誘する際に説明）。鉄生をも圧倒する威圧感を持つ。幼馴染の十希夫を可愛がっており、"賭け"ではいつも当然と十希夫に賭ける。花が番長になることを期待して、自分の一派には誘わずに見守った。鳳仙との抗争では格下の光信・光義らに奇襲を仕掛けられ敗北。卒業後は実家が左官業のため町に残る。クローズ時代の坊主頭から髪を伸ばして七三分けにし、ヒゲを蓄え眼鏡をかけたので雰囲気が変わった。また、寛容かつ男気ある性格で、人望のある人物へと成長している。
コメ / 米崎 隆幸（よねざき たかゆき）
「井田中」出身。左眉がなく、左目の下に傷がある。ゼットン同様、派閥を作らない一匹狼で鈴蘭の相談役といった位置づけ。常に冷静沈着であり頭もキレる。鈴蘭を変えようとゼットンと一緒に花と九里虎を接触させる。九里虎のやる気のない態度に対して、「数ある不自由と戦わずして自由は手にできない」と一喝する。花が番長になることを期待している。鳳仙との抗争では江花らの奇襲に遭い敗北。卒業後は知り合いの六本木のバーで働く。

#### 第28期生
花木 九里虎（はなき ぐりこ）
戸亜留市最強の男。黒髪パーマヘア（1年時は金髪）で背が高く顎髭を生やしており、普段はサングラスをかけている。九州出身で博多弁とも熊本弁ともつかない九州弁を喋る。度を越した女好きで、常に複数の女性と肉体関係を持っている。飛び蹴りとハイキックを得意とし、特にハイキックは真正面から相対すると軌道が見えず、「消えるケリ」と呼ばれる。
1年時に鈴蘭のリーダーだったゼットンを倒し、鈴蘭最強の男として知られるようになった。同世代の顔役数名を単身で一蹴するほどの圧倒的な実力を誇ると同時に、極めて傍若無人で自己中心的な性格で、尚且つ激怒すると周囲の人間を無差別に叩きのめすため、街の不良からは天災のような扱いを受けている。一方で女性関係以外にはほとんど興味を示さないため、派閥・勢力争いには関与せず自分から喧嘩を売ることも少ない。
不意打ちやリンチ以外で喧嘩に負けたことはなく、タイマンでは一度も敗北したことがない。一年戦争を勝ち上がってきた花に喧嘩を売られて以来、花に目をかけている。河内鉄生とは自他ともに認める好敵手同士で、鉄生が他界した時は武装メンバーによる告別式の後でひとり墓参していた。
他の同期生が全員卒業してゆく中、一人3年生を留年。花との二度目のタイマンに勝利した後、花が番長に相応しいと認め、鈴蘭統一の最後の後押しを行った。その後の萬侍帝國との抗争には一切関わらず、花らと共に鈴蘭を卒業した。
二度目の3年生の時には、校内の一室を自分専用の部屋に改造し、3人の舎弟をウルトラセブンに出てくるカプセル怪獣に見立て、使い走りとして好きなように活用していた。
スピンオフ作品「WORST外伝 グリコ」では主人公を担当。
ブッチャー / 神戸 好克（かんべ よしかつ）
ブッチャー一派/FBIの頭。太った体格で腕力が強く、額に傷がある。ペットボトルのお茶を持ち歩くことが多い。一人称は「わし」。髪型は時によって様々だが、就職活動を始めるまではずっと金髪だった。
2年生の時には秀吉・軍司と並ぶ有力派閥を築き上げていた。3年に進級した時に派閥の名前を、「ファンタスティック・ブッチャー・イチバン（略してFBI）」と命名した。
第29期一年戦争の時に、尾崎のあばら骨と腕を意図的に折った天地を粛清しようとして返り討ちに遭った。鳳仙とのタイマン決戦では光義を倒し、その後タイマンでゼットンに挑んで敗れた。3年進級後、自分の鈴蘭制覇の夢を花に託すべく花組に抗争を仕掛け、花とのタイマンに敗れ花組への協力態勢を作った。
居酒屋「FBI」を開店するという目標を持っており、卒業間際の時期には就職先が見つからず苦心していたが、金次のアドバイスで修業も兼ねて居酒屋でバイトすることを思いついていた。
原田 十希夫（はらだ ときお）
原田一派の頭。軍司の幼馴染の後輩。元々は岩城一派の副頭で、軍司の引退に伴い、派閥を引き継ぐ形で原田組を立ち上げた。髪型は登場当初はリーゼントだったが、原田一派の立ちあげの時に金髪にし、また常にサングラスをかけるようになった。その後は頻繁に髪型を変えている。
軍司ともども入学時から花に目をかけており、花がブッチャーを倒した後に原田一派を解散し花組へ合流させた。
黒澤 和光（くろさわ かずみつ）
ブッチャー、十希夫と並ぶ鈴蘭の顔役の一人。「クロサー」とも呼ばれる。左顎に大きな傷痕があり、頭にバンダナを巻いている。派閥を持たない一匹狼で、入学当初は野心に満ちていたが、優勝候補と言われていた壱年戦争でブッチャーら共々九里虎に倒されてからは九里虎と行動を共にしている。
九里虎らと共に花の動向を気にかけていた。左顎の傷は中学時代に真島一也につけられたもので、鈴蘭と鳳仙のタイマン勝負の時にその雪辱を果たしている。3年生に進級した後は中学の後輩だった銀次に花組入りを勧めた。卒業後は知り合いの伝手を頼って上京した。不良でもなくいたって真面目で頭もよかった弟を漢になってこいと言って鈴蘭入学を進める。
亜久津 金次(あくつ　きんじ）
九里虎らの同級生。常にサングラスをかけている。入学時にブッチャーに殴られて一年戦争への参加を諦めた。喧嘩の実力は高くないが同期や先輩の顔役と良好な関係で、九里虎と行動を共にすることが多く、激怒して見境のなくなった九里虎に襲われるのが定番となっている。
一年戦争の見物料を徴収したり、喧嘩や抗争に際して賭博を開いたりしている。前作に登場していた亜久津太は兄。
深町 慶太（ふかまち けいた）
ブッチャー一派（FBI）の副頭。ブッチャーの性格をよく理解している人物。
伴 和之（ばん かずゆき）
ブッチャー一派のメンバー。漆黒の蠍の鎌田・田原の中学時代からの友人で、漆黒の蠍と鈴蘭の抗争ではスパイとして動いていた。それを十希夫に見抜かれ、ブッチャーによって粛清された。

#### 第30期生
ツトム / 大善 努（だいぜん つとむ）
花組の一員。体格が非常に良く、顔には数多くの傷痕がある。「鉄腕ツトム」の異名を知られ、中学時代から街では図抜けた実力を誇っていた。迫田と同等の実力を持ち、黒澤も「勝てる自信はない」と評している。自分のパンチを「爆弾パンチ」と呼んでいる。
鈴蘭入学後、不戦勝同然で一年戦争に優勝。そのまま九里虎に挑戦してハイキック一発で倒された後、九里虎に花を紹介され、通りがかりの妊婦を救った花の姿に心を打たれ、アカジ・アオジ・プリンと共に花組の一員となった。
髪型は入学当時は女にモテようと金髪にしていたが、天地軍団との決戦前に花とのタイマンに敗れてからは黒髪のパンチパーマにしている。
天地軍団との最終決戦ではガガに対し圧倒的な実力差で勝利した。
鳳仙の月本光法とは中学時代から因縁があり、光法には「クサレ豚足」と呼ばれている。また中学時代からたびたび衝突しており、体中の傷痕はショッピングモールで光法と掴み合いになった時に、二人一緒にショーウインドーに飛び込んでしまった時についてしまったものである。高校1年の夏に光法とタイマンを張った時には勝利を収めている。
萬侍帝國との抗争では七人会の命を受けて戸亜留市にやって来た神城會・會長の浜登志男をタイマンで倒す。
花ら29期と留年した九里虎が卒業後は鈴蘭の頂点に君臨していた。
中村 銀次（なかむら ぎんじ）
花組の一員。京華中出身で黒澤の後輩。中学時代に起こった漆黒の蠍と鈴蘭との抗争では黒澤の命を受け、蠍のメンバーを捕まえて黒澤に引き渡したことがある。（鈴蘭30期生及び同年代の登場人物の中で唯一、中学時代に本編に登場した。）
中学時代から何度となくツトムに挑み続けているが一度も勝てたことはなく、他の同期生がツトムとの対戦を避けて参加しなかった一年戦争でただ1人ツトムに挑んだが簡単にあしらわれて敗北した。その後、人付き合いが苦手なこともあって黒澤の舎弟になることを望んだが、黒澤の勧めで花組に加入した。
ダーツが趣味で、寅と鈴蘭ダーツクラブを結成している。鈴蘭入学当初は金髪リーゼントだったが、天地軍団との抗争以降は中学時代と同じく短髪にしている。
アカジ / 赤池 勇次（あかいけ ゆうじ）
花組。グラサン・中ラン・リーゼント、胸ポケットの櫛が特徴。中学時代にツトムに敗北。
萬侍帝國との抗争では七人会の命を受けて戸亜留市にやって来た武龍會・會長の辛島純にアオジと共に一撃で倒される。
アオジ / 青山 浩二（あおやま こうじ）
花組。サイドを染めたオールバックと少し大きい鼻が特徴。ことわざを間違って覚えているようで、度々アカジに突っ込まれている。中学時代にツトムに敗北。
萬侍帝國との抗争では七人会の命を受けて戸亜留市にやって来た武龍會・會長の辛島純にアカジと共に一撃で倒される。
プリン / 沢口 勝（さわぐち まさる）
花組。「河中」出身。八板の後輩。小柄で喧嘩はしないが、口と度胸は一人前。ツトム達と行動を共にしている。
プリンというあだ名は小6の時にコンビニでプリン1個を万引きした末にトイレに10時間立てこもったというのが由来。
悪口が非常に多く、ツトム、光法、ガガなどに対して余計な一言を言い、ツトムに蹴りを食らうシーンが多い。
おかっぱ頭が特徴で、鈴蘭入学当初は前髪などが不揃いだったが、その後はニット帽やヘルメットを被っているのかと思えるほど整った髪型に。

#### 第31期生
宮本 三文（みやもと さんもん）
通称「ロケット」。萬侍帝國と戸亜留市の抗争の時期に転校してきた。
転校早々佐島にタイマンで勝利し、その後のリターンマッチで佐島に敗れたが、佐島は手を抜かれたものと確信していた。九里虎の部屋に知らずに進入し、入場料を要求されたことに怒って九里虎を殴り倒すも、直後に飛び蹴りを喰らい窓から階下に突き飛ばされた。
2年に進級して早々に武装のトドキンといざこざがあったり、後輩のタイロンや鳳仙の三国とタイマンしてる(三国には勝利しタイロンとの勝敗は不明だが、イーピンのランキングを見ると三文が勝利したと思われる。)
イーピンのランキングでは第1位。
佐島 洋助（さじま ようすけ）
花組。24人で行われた一年戦争の優勝者。小学4年の頃、神社で前作の実写映画版『クローズZERO』に登場する滝谷源治vsリンダマンのタイマンを目撃して以来の鈴蘭オタクであり、桂木源次郎、滝谷源治、芹沢多摩雄、リンダマン、坊屋春道、ゼットンなどの歴代鈴蘭の猛者たちのファン。
花を鈴蘭の番長にすべくモリケンらを引き連れ花組に参入。九九が苦手。物事を将棋に例える・興奮すると上半身裸になる癖がある。鳳仙の三国、武装のトドキンとは同期の顔見知りであり、三者で偶然出会った時に互いに紹介＆転校生の宮本三文に敗れたことを伝える。
街中が萬侍帝國で騒いでいる中、宮本とのリターンマッチに勝利するも認めてはなく、その後何度も宮本に突っかかる。
イーピンのランキングでは第7位。
森 健一（もり けんいち）
花組。通称「モリケン」。遠中出身。一年戦争では優勝候補筆頭に挙げられるも、決勝で佐島に敗れた。鈴蘭入学前に花vs.天地のタイマンを見るために護国神社に来ていた。
門内 直人（もんない なおと）
花組。佐島の幼馴染。一年戦争には不参加。
WORST外伝「最後のWORST」では門内（かどうち）に読み方が変更されている。
歌川 友則（うたがわ とものり）
花組。一年戦争第3位。
中野 宙太（なかの ちゅうた）
花組。一年戦争第3位。
ウィンダム / 本田 新治（ほんだ しんじ）
ミクラス / 横山 正治（よこやま しょうじ）
九里虎の舎弟。授業をサボって二人で校舎裏でタバコを吸っていたところを九里虎に捕まり、無理矢理使い走りにさせられた。九里虎が笛を吹くと、即座に校内の九里虎の部屋に駆けつける。二人とも喧嘩の実力は高くない。
九里虎の舎弟になったことで街の中学生からは挨拶されるようになり、またミクラスは父の借金を取り立てに来た人間が、九里虎の名前を出した途端に来なくなったという。九里虎の卒業時には二人とも、九里虎から解放されることに嬉し涙を流していた。

#### 第32期生
努ら30期生が三年時の新入生。新装版読み切り「鈴蘭、健在なり」に登場。
タイロン
黒人。1年戦争で国吉と戦い勝利し優勝。その後、タイロン一派を立ち上げる。外伝「最後のWORST」には回想のみの登場。竜胆高校イーピンのランキングでは2位にランクインしていた。
国吉 雅久（くによし まさひさ）
1年戦争でタイロンと戦い敗北。その後、タイロンと黒澤と共にタイロン一派を立ち上げる。タイロンに「喧嘩は大したことないが、何度も立ち向かう根性はある」と言われる。
黒澤 寿光（くろさわ としみつ）
28期生の黒澤和光の弟。不良ではなく頭もよかったため、元々違う高校に入学しようとしていたが、兄の「鈴蘭で漢になってこい」の一言で悩んだ末に鈴蘭に入学する。その後タイロン一派を立ち上げ、持ち前の頭の良さでタイロンを支え、「タイロン一派に黒澤あり」と言わしめる存在となる。喧嘩の腕は不明だが、空手経験者ではある。

### 天地軍団
一年戦争で花に敗れて竜胆高校に転校した天地が結成した軍団。天地が雇った者たちを中心に旧黒焚連合の勢力圏だった地区の高校を次々と制圧することで鈴蘭、鳳仙、武装戦線と並ぶ街の一大勢力となった。

#### 主要メンバー
天地 寿（あまち ひさし）
元鈴蘭高校第29期生。天地軍団の頭。「加地屋中」出身。一年戦争にて尾崎などを含む他の1年と一線を画す圧倒的な実力を見せ、決勝まで勝ち進んだ謎の男。同じく他を圧した花に匹敵する強さを持つ数少ない男ではあるが、倒した相手の腕をわざわざ折る蛮行に出るなど、強者との戦いを純粋に楽しむ花とは対照的に残忍な性格を見せる。試合を止めに入った2年のブッチャーに一切反撃を許さずに圧勝し、もはや戦うべき相手は居ないと鈴蘭を去ろうとした所を花にタイマンを仕掛けられる。そして花のアッパーにまさかの一撃敗北（とはいえ両者の実力は一歩間違えば勝敗が変わるほどに僅差であった）を喫してしまう。
花に敗北後は鈴蘭から無名の高校である竜胆高校へ転校。鈴蘭を初めとする街の高校を制圧し花への復讐を果たすべく暗躍する。2年進級後は、自ら表には立たず、大東や室戸兄弟ら天地軍団を使った策略や智謀によって近隣高校を次々と支配下に置いていく。そんな中で拓海を天地軍団の副頭として迎え入れようとするがあっさり断られ、拓海と一戦を交えたが天地の優勢のまま終わった。そこで鈴蘭の花、武装の将五を倒すことを誓う（中学時代に将五に肋骨を三本折られ半殺しにされた経験がある）。またその一方で河二との抗争では単身世良にタイマンを挑んで勝利し、腕試しと称して九里虎に喧嘩を売った際、天地がとどめを刺さなかった為に勝敗は付かず、天地の優勢のまま終わったが、ライバルである花に引けを取らない成長を示している。
性格は冷酷非情で、常に人を見下した態度を取っており、自分以外の人間を一切信用していない。それは周囲から見れば「仲間」と言える間柄の人間に対してもそうであり、腹心の大東が追い詰められた状況下でも花に戦いを挑んだにもかかわらず、助けるどころか問答無用で殴り飛ばしたという行動からもうかがえる。
室戸兄弟の父親の借金の肩代わりや天魔のKKKが起こしたヤクザ絡みのトラブルを解決したりとかなり裕福な家庭に育っているが、世良との会話で実子ではなく養子であることが判明した。本名は「君島 寿（きみしま ひさし）」で、生後すぐに実母を亡くし、実父は小学生の頃に共同経営者達に会社を乗っ取られた末に自殺しており、父の死後は母方の親戚である天地家に養子として引き取られたらしい。
その後、再び天狗の森で花と雌雄を決して凄絶なる死闘を繰り広げ一度は花を倒すが、気絶していないことに気付かず背を向けてしまい、その隙に体を掴まれ、またも一撃のアッパーで敗れた。そこで天地軍団は完全敗北を喫するも、大東、康明、ガガ、内藤兄弟らは天地を慕い以後もついていくことを決意。が、天地は認めず一人で立ち去る。
3年進級後、以前の反抗勢力の蜂起に遭い、竜胆高校で袋叩きにされる毎日を送っていたが、ガガの説得もあり、これまで信じてきた「自分以外の人間を一切信用するな」（実父が自殺する前に残した言葉）という考えを改め、覚醒。その場にいる生徒を全滅させた。その後上記の5人と天地軍団を再結成したと思われる。
萬侍帝國によってガガと康明が袋叩きにされた後、単身で報復に赴いて何人もの相手を叩きのめした（途中から大東や内藤兄弟も加勢している）。萬侍帝國との抗争では七人会の命を受けて戸亜留市にやって来た蓮条會・會長の上関公明をタイマンで倒し、萬侍七人会とのタイマン戦では遅れて登場し5番手として、全斗會・會長の火口周次をタイマンで倒す。タイマンが終わった後は、仲間の天地軍団の面々が迎えに来ていた。
外伝『ドクロ』7巻に収録された描き下ろしでは中学時代の姿が目元を隠した状態で描かれており、鉄生に破れた爆帝利亞の山本と遭遇し、譫言のように呟く彼の言葉に共感を示していた。
室戸 善明（むろと ぜんめい）
室戸"放火"兄弟の兄。九里虎と同世代。小学生の時に弟の康明と共に警察署に放火し、室戸"放火"兄弟と異名を取った危険な男。康明よりも非常に凶悪な性格。強盗や傷害などの凶悪犯罪を犯し少年刑務所に入っていた。康明に勧められ天地軍団に加入。ケンカの時は血が高ぶるのか、跳躍してからの攻撃が多い。
鈴蘭との抗争では九里虎とタイマンを張るが、圧倒的な実力差で敗北。天地軍団敗北後は、内藤兄弟を康明に任せて天地軍団を脱退。康明によると、髪を切って元々務めていた工場へと戻ったとのこと。
室戸 康明（むろと こうめい）
室戸"放火"兄弟の弟。花と同世代で天地とは旧知。小学生の時に兄の善明と共に警察署に放火し、室戸"放火"兄弟と異名を取った危険な男。天地の養父に、父が残した借金を肩代わりしてもらう代わりに天地軍団に加入。鳳仙との抗争ではガガと2人がかりで年下の光法に辛勝。花組との抗争では迫田とタイマンに敗北する。
天地軍団敗北後、天狗の森で天地、大東、ガガ、内藤兄弟と共に天地軍団を再結成した。その後戸亜留市にやってきた萬侍帝國の川内會・會長の中森昇治とその他数名によって病院送りにされる。
天地が萬侍七人会とのタイマンが終わった後は、ガガや内藤兄弟、大東と共に迎えに行った。
ガガ / 賀川 和也（かがわ かずや）
「岡中」出身。高校には進学していない。康明や大東と関わることが多い。ケンカの時は平気で鉄パイプを使うようなド汚い男。鈴蘭30期生の北嶋は従兄弟。
鳳仙との抗争では福助、ターボを軍団員と共に奇襲し、勝利。その後も康明と共に光法に奇襲を仕掛ける。花組との抗争では、ツトムとタイマンを張り、隠し持った鉄パイプで滅多打ちにするが、全く効いていなかったツトムに子供扱いされた上に頭突きやフロント・スープレックスを受け、敗北。
天地軍団敗北後、天狗の森で天地、大東、康明、内藤兄弟と共に天地軍団を再結成した。その後戸亜留市にやってきた萬侍帝國の川内會・會長の中森昇治とその他数名によって病院送りにされるが、天地が萬侍七人会とのタイマンが終わった後は、康明や内藤兄弟、大東と共に迎えに行った。
大東 隆（だいとう たかし）
天地軍団の参謀役。ガガや康明の知り合いで最近まで鑑別所に入っていたが、出所後は特に学校や仕事も行かず仲間連中とぶらぶらと過ごしていた。腕っ節は大したことないが頭が切れる頭脳派で、肥大化した軍団において構成員を纏める「天地の代役」として康明らに軍団への参加を促される。康明らに反感を持つ大東は仲間連れで現れ天地に喧嘩腰で食って掛かるも、仲間もろとも有無を言わさず叩きのめされてしまい、この一件で天地に心服したのか以降配下として軍団を纏めるように。天地軍団の頭脳ともいうべき存在であり、普段は表に立たない天地に変わって軍団を指揮し、さまざまな場所で暗中飛躍する。
額に大きな×印の傷があるのが特徴的だが、これは過去に室戸康明によって刻まれた物であるという。
後に鈴蘭や鳳仙に追い込まれた際、寅之介を人質にとって花をおびき出すが、その超人的なパワーとスタミナによって兵隊は総崩れになってしまう。そして、現れた天地に撤収を呼びかけるも、その場で粛清されてしまう。
天地軍団敗北後、天狗の森で天地、康明、ガガ、内藤兄弟と共に天地軍団を再結成した。
内藤 一期（ないとう いちご）
内藤兄弟の双子の兄。善明が少年刑務所にて舎弟にしたという極悪兄弟で一会と共に善明の忠実な部下である。名前の由来は、一会と合わせて「一期一会」。鳳仙との抗争では一会と2人で真島を奇襲し、勝利。その後も善明と共に、3対1で光義に勝利。鈴蘭との抗争では、助っ人の百合南のアボと初めてのタイマンを張り、敗北。
内藤 一会（ないとう いちえ）
内藤兄弟の双子の弟。善明が少年刑務所にて舎弟にしたという極悪兄弟で一期と共に善明の忠実な部下である。名前の由来は、一期と合わせて「一期一会」。なお17巻より眼鏡をかけ始める。鳳仙との抗争では一期と2人で真島を奇襲し、勝利。その後も善明と共に、3対1で光義に勝利。鈴蘭との抗争では、九里虎と雌雄を決する前に助っ人の百合南のアボが現れたところを、1人多い(善明、一期、一会VS九里虎、アボ)という理由で九里虎の消える蹴りを受け失神し、敗北。

#### 竜胆高校
物語開始の1年前に旧黒焚連合のあった地域に設立された新設校。1年の4月という普通はありえない時期に転校してきた天地が転校直後に頭となり、事実上天地軍団の本隊となるが、天地に仲間意識が皆無な上に彼が室戸兄弟ら天地軍団を優遇しているため、天地に反感を持つ者が多い。
黒岩 和志（くろいわ かずし）
「一中」出身。非常に好戦的だが頭が悪く喧嘩も弱いため他幹部からの信頼は低い。そのため鈴蘭や鳳仙との抗争では天地と同じ竜胆の生徒であるために天地軍団の幹部を自認しながらも歩兵のような扱いをされ、激しく苛立ちを表していた。九里虎の蹴り一発で失神し、ガガにはコケにされ、鳳仙との抗争では光法にタイマンで敗北。その後は竜胆高校を退学。
前園 悟（まえぞの さとる）
「一中」出身。中学時代から黒岩の相棒。「卑怯が服着て歩いているようなヤツ」と形容されている。漆黒の蠍を鈴蘭に潰され、憎悪を募らせていた中学生達には天地に漆黒の蠍を復活してもらうように頼んでいた。鳳仙との抗争では光政ら4人が天地たちのいる倉庫に殴り込んで来た時に最後まで立っていた光政の背後から角材で殴る不意打ちを行うが、光政のハイキックを受けて失神し、敗北。その後は竜胆高校を退学。
堂本（どうもと）
天地らの同期。九里虎を探すだけでいいという天地の命令に逆らって九里虎を襲撃し、返り討ちにあう。その後命令違反として天地に粛清された。

#### その他
内田 浩二（うちだ こうじ）
漆黒の蠍の元幹部。漆黒の蠍と鈴蘭の抗争後に頭となった。天地軍団の幹部の一人ではあるが、他幹部と比べると根性も実力もかなり劣るようで、箕月にはいいように使われ、武装との抗争では漆黒の蠍の実質的な指揮権を天魔のKKKに握られるなど中堅幹部的な役割が多い。常にサングラスと防塵マスクを着用しており、素顔は一度も出ていない。武装戦線と漆黒の蠍との抗争後の動向は不明。
増成 秀雄（ますなり ひでお）
七森工業の生徒。花と同世代で、学年トップと言われていた（実際は先輩に媚を売っていただけの）新川智久に仕方なくついていたが、天地からは半ばスカウトのような形で加わる。河二の押川（世良と同期）という小物を紹介した時は、天地の怒りを買う。
天地軍団が崩壊寸前の同時期に光義らに襲撃され、ぼろぼろにされた挙句、素っ裸にされ女子高の前に晒される。
塩見 英一（しおみ えいいち）
七森工業の生徒で、増成と同じく新川に仕方なくついていたところを天地にスカウトされる。天地の仲間になった後は登場していない。
正井 広明（まさい ひろあき）
塚本高校の生徒。花と同世代で、同学年の生徒をしめている。これといった活躍も見せず、鳳仙との抗争で光義に敗北。
箕月 邦彦（みつき くにひこ）
進学校である清心会高校の生徒で県でもトップ3といわれるほどの秀才。天地とは古くからの付き合いだが、彼からも「性格が歪んでいる」と評されるほど性格は激しく歪んでおり、大東からも嫌悪感を抱かれていた。
天地の指示で漆黒の蠍を使い慚愧の虎と百鬼の抗争をしかけたが失敗に終わった。その後、漆黒の蠍の兵隊を使い、武装戦線の仕業に見せかけ黄泉の梟の幹部をフクロにし、武装戦線と黄泉の梟の抗争を仕掛けるも尾行していた拓海らによってすべての情報を吐かされ、これも失敗に終わった。すべてを拓海達に話したことで天地に用済みとされ、殴られてしまう。
天魔のKKK / 姫川 敬・正岡賢一郎・小林健昇
詳細は七代目武装戦線を参照。

### 武装戦線
少数精鋭のバイクチーム。英語では「THE FRONT OF ARMAMENT」と表記され、「TFOA」という略称も用いられる。革のライダースジャケットと髑髏のマークがメンバーのトレードマークで、メンバーには高校に通っていない人間がほとんどで、皆アルバイトの掛け持ちなどで生計を立てている。スクラップ置き場と喫茶店「ブライアン」を代々溜まり場にしている。

#### 七代目
村田 将五（むらた しょうご）
七代目武装戦線頭。四代目武装戦線副頭・村田十三の弟。「加地屋中」出身。顔に刀傷あり。
天地とは中学時代からの顔見知り。顔の傷は天地につけられたもの。親友の拓海と共に中学時代から武装の集会に顔を出しており、加盟当初から次期頭として目されていたが、鉄生が目の前で事故死したのがきっかけで失意のどん底に。黄泉の梟との抗争の決着がつくまで行方をくらましていたが見事克服し、七代目頭として復活。漆黒の蠍との抗争では、天魔のKKKの姫川敬とのタイマンで圧勝し、実力の差を見せ付けた。
前頭の鉄生が感情豊かだったのに対し冷静沈着でクールな性格だが、ことケンカになれば好奇心旺盛な面もあり、E.M.O.Dとの抗争前には拓海に勝手な行動をしないよう釘を刺されていたが、敵将の前川宗春に単独で会いに行った。
腕っぷしも強く頭もキレるが仲間意識が強すぎる面もあり、六代目時代にはリトルリーグでバッテリーを組んでいた幼馴染をケガさせ、強請ろうとした狂屋の幹部・寺門を憤怒の表情で半殺しにした。また、幼馴染との会話から、中学時代に怪我をしたことで野球をやめて不良になったらしい（兄・十三の影響もあるとのこと）。
E.M.O.Dとの抗争では、頭の前川宗春とのタイマンに勝利。その後は拓海の提案でE.M.O.Dと同盟を組んだ。
花と光政のタイマンの立会人にもなったこともあり、鈴蘭の月島花、鳳仙の月本光政とは3人共に認め合っている仲で、将五自身もこの2人に刺激されている。
萬侍帝國・池島會との抗争では頭の池島長次をタイマンで倒した。その後、萬侍帝國との抗争に備え鈴蘭、鳳仙、天地軍団などに協力を頼み、慚愧の虎と同盟を結ぶ。萬侍帝國七人会とのタイマン戦では最終6番手を務め、ビスコこと蛭子幸一と対決。最初の一撃でほぼ意識が飛ぶもその後4回立ち上がり、健闘するも敗北。そのタイマンで立ち会ったすべての人間が将五に男を見た。ビスコに勝った時には花とのタイマンを希望するも、叶わなかった。
冬先には、鉄生の墓前に萬侍帝國との抗争のことや十三が働いている大阪の知り合いの店に行くことを報告し、それを機に引退を決意する。
藤代 拓海（ふじしろ たくみ）
七代目武装戦線副頭。梅星一家2号室の住人。加地屋中出身で、将五・天地の同級生。容姿端麗で性格は沈着冷静、争い事は好まないが喧嘩の実力は非常に高く、知略とそれを実現する行動力に長けている。合気道のような投げ技を使う。当初は黒咲工業高校に通っていたが、2年生の時に家の都合で退学し、その後はバイク屋「フジキ」で働いている。五代目副頭の柳と旧知の仲で、着用しているライダースジャケットは柳が引退する時に譲り受けたものである。「フジキ」には、前作のメインキャラクターだった鈴蘭25期生・本城俊明（ポン）が先輩として勤めている。
高校入学前に将五らから武装入りを勧められ、その後も度々武装にスカウトされていたが、集団行動が苦手などと言って断り続けていた。鉄生の死後、「黄泉の梟」との抗争の裏に「漆黒の蠍」の暗躍があることを見抜き、抗争を止めるため武装に加入し、「慚愧の虎」の頭・晴本を仲裁に立てることで抗争を鎮め、七代目副頭となった。
萬侍帝國に対抗するためE.M.O.Dとの同盟を成立させ、戸亜留市連合と萬侍七人会とのタイマン決戦に際しては、国吉と共に萬侍副総長・谷に掛け合ってメンバーの無事を確保した。

#### 七代目構成員
アキラ / 奈良 明（なら あきら）
七代目武装戦線メンバー。将五・亨寛と共に五代目時代から武装にいる古参メンバー。気性が荒く度々トラブルを引き起こすが仲間思いで情に厚い。
E.M.O.Dとの抗争では遠山とタイマンを張った。
萬侍帝國・池島會との抗争では劣勢だったE.M.O.Dの遠山に替わり折原とのタイマンに勝利。
萬侍帝國七人会の命を受け戸亜留市にやって来た名越會の張替にタイマンで勝利した。
金 亨寛（キム ヒョンガン）
七代目武装戦線メンバー。在日コリアン。将五・アキラと共に五代目時代から武装にいるメンバーで、武装が会議を開く際は司会を担当することが多い。
冷静沈着で七代目の中でもブレーン的な役割が多い。小学生の頃にカツアゲしてきた中学生の尻に鉛筆を刺したことがあるらしい。
兄・亨哲（ヒョンチョル）は初代武装と同世代の「百鬼」幹部で、長谷川定政との間で冗談で、当時小学生だった亨寛を武装にスカウトする話が交わされていた。
E.M.O.Dとの抗争では川代とタイマンを張った。
佐々木 春（ささき はる）
七代目武装戦線メンバー。片岡高に通っている。学年は鈴蘭30期生と同期。大柄で力が強く、物静かで礼儀正しい。過去にタイマンで将五に敗れている。
六代目時代に将五の推薦で武装入りし、加入当初から将来の幹部候補と目されていた。トドキンら後輩の面倒をよく見ている。
E.M.O.Dとの抗争では伏見とのタイマンに勝利した。
萬侍帝國・池島會との抗争では大隅とのタイマンに勝利する。
小林 一善（こばやし いちぜん）
七代目武装戦線メンバー。通称「ゼン」。将五とタイマンを張って敗れ、それを機に鉄生と出会い武装入りした。クリーニング店の跡取りだが、風体や風貌はどう見てもヤクザである。鉄生が亡くなった時は、客の子供を虐待していた男を半殺しにして、殺人未遂罪で矯正施設に収監されていた。出所後に七代目武装に加わり、よく円城とつるんでいる。
E.M.O.Dとの抗争では、畑の不意打ちを受け敗北。その後、再び畑とタイマンを張り、優勢だったところで畑が大怪我を負い、タイマンは中止となった。幸い急所を外れ、命に別状はなかったが病院の通報により警察が介入。畑は「自分で転んだだけ」と主張し、被害届は出さなかったが、以前に傷害という前科があるため一善のみ警察へ連行される。怪我を負った畑を気遣う言葉をかけたり、怪我が治ったら一緒に酒を飲む約束をするなど二度のタイマンを経て兄弟分になった様子。
出所後はE.M.O.D.の畑と高城に会いに安城市に出向いた。この時に畑と高城が働いている会社の上司からヤクザと思われた。
山口 善次郎（やまぐち ぜんじろう）
七代目武装戦線メンバー。黒咲工業。1年の夏に黒咲に転入し、拓海に勝負を挑むも軽くあしらわれ、その後は友達となる。拓海の誘いで武装入りとなる。ズーズー弁を喋ることがある。よく島田と行動を共にする。
漆黒の蠍との抗争では、天魔のKKKの正岡とタイマンを張り、辛勝。
E.M.O.Dとの抗争では戸亜留市に来ていた座黒亜希とタイマンを張り敗北。
萬侍帝國・池島會との抗争では幹部の船井とタイマンを張り、劣勢だったが座黒亜希に助けられる。
桑原 信昭（くわはら のぶあき）
七代目武装戦線メンバー。黒咲工業。喧嘩は弱く頭がキレる訳でもないが拓海と友達という理由で憧れの武装入りとなる。中学の時に迫田に真冬のプールに落とされた事がある。18巻以降では名前が信昭となっており、作中で｢ノブ｣と呼ばれている。抗争には参加せずに敵の偵察や決戦地を探すなど裏方の仕事を主としている。
E.M.O.Dとの抗争からスキンヘッドになり鳳仙の生徒に間違われる。
島田 次郎（しまだ じろう）
七代目武装戦線メンバー。漆黒の蠍との抗争では、自ら最前線に立って戦闘した。よく山口と共に行動している。
E.M.O.Dとの抗争では戸亜留市に来ていた座黒真希とタイマンを張り敗北。
関 栄三（せき えいぞう）
七代目武装戦線メンバー。マッシュルームカットが特徴。登場こそしていないものの、将五や奈良、金と同じく五代目から武装に所属している。
E.M.O.Dとの抗争では伏見と対峙するも佐々木春に譲る。
服部 智弥（はっとり ともや）
七代目武装戦線メンバー。E.M.O.Dとの抗争では、奈良と共に安城市まで行き川代・遠山らを奇襲で倒すが、その後に現れた前川の蹴り一発で失神する。
円城 数正（えんじょう かずまさ）
七代目武装戦線メンバー。サングラスと右目上のアザ、欠けた前歯が特徴。中学時代に春とのタイマンに敗れている。お調子者である。よく一善とつるんでいる。
E.M.O.Dとの抗争では、高城の不意打ちを受け敗北。その後高城とタイマンを張り、勝利寸前だったところで一善とタイマンを張っていた畑が大怪我を負い、中止となった。
京本 新市（きょうもと しんいち）
七代目武装戦線メンバー。春と円城の推薦で武装入りする。安生市に親戚がおり、一善の指示で安生市にあるE.M.O.Dの情勢を調べ上げた。
戸土原 郷金（とどはら ごうきん）
七代目武装戦線メンバー。武装のニューフェイス。通称「トドキン」。顔に刀傷多数あり。13歳から悪事を重ねていたが、奈良の推薦で武装入りする。鈴蘭の佐島、鳳仙の三国と同期で、犬猿の仲の伊東廉蔵を「アゴ蔵」とバカにして呼ぶ。E.M.O.Dとの抗争では三藤とタイマンを張り勝利。
後に九代目武装戦線の頭となる。イーピンのランキングでは第4位。
伊東 廉蔵（いとう れんぞう）
七代目武装戦線メンバー。武装のニューフェイス。喧嘩では正々堂々と戦わずに、相手を騙すような卑怯な手を使い勝ちを積み重ねる。トドキンとは初対面で目が合った瞬間に大ゲンカし、それ以来犬猿の仲である。E.M.O.Dとの抗争では、高田とタイマンを張り、上記の手段を用いて勝利。
後に九代目武装戦線の副頭となる。イーピンのランキングではランク外。
廣岡 新也（ひろおか しんや）
七代目武装戦線メンバー。武装のニューフェイス。
血の気の多いトドキンや廉蔵を上手くなだめている。
姫川 敬（ひめかわ けい）
七代目武装戦線メンバー。容姿は金髪リーゼントに長い下まつ毛が特徴。出身は関西で大阪弁を話す。好きなブランド名なのか“DEATH ROCK”というロゴの入った服をよく着ている。
元々は正岡賢一郎・小林健昇と共に三人で「天魔のKKK」と呼ばれ、天魔通りで大暴れしていた不良少年だったが、ヤクザ者と揉め、町に居られなくなった。天地の養父の権力でこの町に居られるようにする代わりに天地軍団へ加わり、軍団が武装戦線との抗争に敗北したのをきっかけに七代目武装戦線に入団、「武装戦線別働隊KKK」と名前を変えて行動している。
武装との抗争では仲間の仇討ちのために村田に挑むも完敗。その後、河内鉄生へのかつての憧れを取り戻して武装戦線への入隊を決意した。武装戦線加入後は主に他チームの偵察などの任務を引き受けるようになる。
周囲が呆れるくらいの大の女好きで、おちゃらけた口調を全面に出した軽々とした振る舞いが目立つも、仲間の敵を取るべく単身で武装戦線のアジトに出向いたりするなど太い胆力も持っている。
東京の町田に行った時には、相対したビスコに喧嘩を売り一撃で倒される。
正岡 賢一郎（まさおか けんいちろう）
七代目武装戦線メンバー。常にナイフを持ち歩いているが、ケンカには使っていない。漆黒の蠍として、七代目武装戦線との抗争では、善次郎とのタイマンに敗北。
その後は姫川、健昇と共に正式に七代目武装戦線に移籍。
EMODの本拠地、安生市に潜伏し探りをいれていた。 E.M.O.Dとの抗争では、主に拓海と共に参謀役として活躍。
小林 健昇（こばやし けんしょう）
七代目武装戦線メンバー。ドレッドヘアー。3人の中では一番大柄。
武装戦線との抗争では、大将格である佐々木春相手にかなり優勢だったものの、助太刀に来た難波によって打ち負かされてしまった。
その後は姫川、正岡と共に正式に七代目武装戦線に移籍。 E.M.O.Dとの抗争では板倉とタイマンを張り勝利。

#### 五代目
物語開始時点では新四天王勢力の中では唯一勢力図の変動がなかった。
武田 好誠（たけだ こうせい）
かつての新四天王の1人。五代目武装戦線頭。「加地屋中」出身。龍信ら四代目引退後、3人しかいなかった武装を支えた。
五代目当時は加入したばかりだった将五は、拓海の武装勧誘時に好誠を「命預ける価値のある男」と評している。
四天王内では唯一、キングジョーとタイマンを張る（勝敗は不明）。
突然脳梗塞を発症し（父親も脳梗塞で他界しているため、遺伝的なものだと推測されている）、以降は点滴などで症状を誤魔化していたが、やがて頻繁に目眩を起こすようになり、周囲の説得で手術のために五代目武装を解散し療養する決意をする。鈴蘭のゼットン、鳳仙のキングジョーが見送りに来た。
その後治療も成功し療養を経て街に戻ってきており、鉄生の死後、柳、稲田と共に墓参りに来た。同時に来ていた四代目武装戦線副頭・村田十三、鮫島義一に挨拶をした。「WORST外伝 ドクロ」では鉄生とのタイマンが描かれたほか、九能秀臣ら三代目武装の被害者たちに自ら頭を下げて謝罪するなど器の大きさを見せている。
柳 臣次（やなぎ しんじ）
五代目武装戦線副頭。好誠の勧めで武装に入る。
好誠の脳梗塞発病を知り、独断で五代目の引退を決定する。拓海に武装入りを何度か勧め、自身の引退時にドクロ入りのライダースジャケットを託す。
鉄生の死後、好誠、稲田と共に墓参りに来た。
稲田 源次（いなだ げんじ）
五代目武装戦線メンバー。「加地屋中」出身。玄場と同じく好誠とは中学時代からの仲。本作では長い揉み上げが特徴だが、中学時代は坊主頭だった。鉄生いわく「鬼」、「ドケチ」。だが、意外と涙もろく五代目の引退時には涙を流していた。
鉄生の死後、好誠、柳と共に墓参りに来た。
玄場 寿（げんば ひさし）
五代目武装戦線メンバー。「加地屋中」出身。好誠とは中学時代からの仲。
甲斐 泰典（かい やすのり）
五代目武装戦線メンバー。中学卒業後、清掃会社に就職したが職場でのいじめに対して憤慨し解雇される。その後、無職不良少年グループのリーダー的な役割をしていたが、行き過ぎた行為によって黒焚、鳳仙、鈴蘭、武装の全てから目を付けられ、最後のチャンスとして与えられた旧友の柳による説得も柳を裏切ったために好誠にボコボコにされ、少年院に入る。
出所後に柳の勧めで武装入り。そのこともあり好誠に恩義を感じており、柳が独断で五代目武装解散を決めたときも怒りをあらわにし、好誠を連れて説明してもらうように詰め寄っていた。その後、鉄生と清広のタイマンを見届け。将太に後を託す。
川地 幸吉（かわじ こうきち）
五代目武装戦線メンバー。坊主頭。好戦的な性格で、かつての甲斐の仲間を問答無用に殴り飛ばした。
室田 賢三（むろた けんぞう）
五代目武装戦線メンバー。当初は黒髪で、解散時には金髪。カレー味のカップうどんが大好物で、よく片手で持ち歩いている。常にサングラスをかけている。
鈴川 信之介（すずかわ しんのすけ）
五代目武装戦線メンバー。常にサングラスをかけている。当初は帽子を被っていた。秀吉と一触即発の雰囲気になったことがある。

#### 六代目
河内 鉄生（かわち てっしょう)
六代目武装戦線頭。左目横の大きな十字傷と左眉が無いのが特徴。「武装史上、最も破天荒な男」と言われ、武装入り初日から将太と目が合っただけで揉めたりとトラブルメーカーであるが、仲間思いで情に厚い。武装の次期頭とされる将五に対しては、先輩として厳しく指導をする。
突如訪れた五代目の引退後、銭屋一家とのいざこざやもう一人の六代目候補・清広とのタイマンを経て六代目頭に就く。その後、六代目として百鬼と慙愧の虎との抗争の仲介人になったり他のチームの力にもなった。長年続いた五国休戦協定によって抗争の恐ろしさを忘れてしまった世代の為に、"ぬるま湯につかりすぎた俺たちが後の世代に抗争のことを教える立場だと思う"と言い残し協定解除に踏み切った。
九里虎をライバル視しており、日々身体を鍛えている。結果は4回挑んで全敗に終わったが、四戦目では、次戦ったら油断できないと九里虎に思わせるほど強くなっている。
ラーメン屋でバイトをしていたが、腕前はかなり怪しいらしく、柳が走って逃げ出すほど。
歴代武装戦線の中でも読者人気は高く、実在のファッション誌「HEART」では漫画のキャラでありながら表紙を飾った。六代目になる前は、坊主にしたり伸ばしたりするなど、髪型をしょっちゅう変えていたが、六代目になってからは、金髪のオールバックに落ち着いた。慙愧の虎の晴本とはよく一緒に飲みに行く親友である。
ある夜、将五と共にバイクで走っていた所を交通事故に遭い、将五の目の前で命を落とすことになった。鉄生の死は多くの人間を深く悲しませた。将五からはおっかないアニキだったがそのおっかなさの五倍の優しさを持つ偉大な頭だったと称されている。
スピンオフ作品「WORST外伝 ドクロ」では主人公を担当。
清広 義巳（きよひろ よしみ)
六代目武装戦線副頭。左首筋の昇龍のタトゥーが特徴。キレ者揃いの歴代副頭に比べると、血の気が多く熱い気性を持つが、銭屋の使者に対して一歩も引かない度量と冷静な話術で相手を説き伏せるクレバーさも合わせ持つ。六代目が誕生してからも取っ組み合いの喧嘩をするなど鉄生とは何かと折り合いが悪いが、タイマンを張った後は互いをけなしながらも認め合っている。鉄生亡き後は誰よりも涙を流し、六代目代行として武装を支え、鉄生に勝るとも劣らない風格と貫禄を身に付けた。将五の復活と同時に六代目代行の役目を終え、無事に引退した。実家は裕福らしい。
戸川 将太（とがわ しょうた)
六代目武装戦線メンバー。参謀的な役割。鉄生とは最初の兄弟分になった。しばしば鉄生と清広の間に入る。『外伝』では将太目線での話も描かれた。
鉄生の死によって弱音を吐いていた難波に激怒し叱咤。後に難波を立ち直らせるきっかけを作ることとなる。
難波 武志（なんば たけし)
六代目武装戦線メンバー。ケンカでは鉄生と同等で、武装最強の力を持ち「沈黙の重戦車」の異名を持つ。
左頬には小2の時に負った大きな火傷の痕があり、それを隠すようにマスクをしている。頬の傷や大柄かつ無口で物静かな性格だったことでケンカを売られることに嫌気が差し、高校へは行かず引きこもりの生活を送っていたが、団地の隣の部屋に引っ越してきた鉄生に強引に外へ連れ出されて武装入り。そのため当初は自分を救ってくれた鉄生の死を受け入れることが出来なかった。
六代目武装が引退した後も、鉄生に合わせる顔がないと悔やんでおり、七代目武装の末端として留まることを決め、漆黒の蠍との抗争ではKKKの小林健昇を倒し、沈黙の重戦車と呼ぶにふさわしい活躍を見せた。
高校卒業の年代になったのを機に引退した模様。
外伝『ドクロ』では鉄生との出会いが描かれている。
佐橋 守（さはし まもる)
六代目武装戦線メンバー。五代目の柳から六代目武装の中心人物の一人として期待されていた。鉄生の死後、混乱する戦況の中で清広と共に武装の看板を守る。
ガヤ / 加賀谷 隆史（かがや たかし)
六代目武装戦線メンバー。色違いのライダースが特徴。
片岡 浩次（かたおか こうじ)
六代目武装戦線メンバー。明るく気さくな性格。狂屋との抗争では奇襲を受けた。鉄生の死後、清広らのサポートをする。

#### 四代目
本編では既に解散しているため直接関わらないが、鉄生の死後に副頭の十三と鮫島が墓参りに来る形で登場している。
村田 十三（むらた じゅうぞう）
元四代目武装戦線副頭。七代目頭の村田将五の兄。鉄生の死後、鮫島と共に墓参りに訪れ、四代目頭・九能龍信からの香典を墓前に供えた。将五が行方をくらませた際には彼の心中を察してしばらくそっとしておくように武装メンバーに伝えている。花らが高校卒業を控えた時期には大阪で知人の店を手伝っている。
鮫島 義一（さめじま ぎいち）
元四代目武装戦線メンバー。鉄生の死後、十三と共に墓参りに訪れた。『WORST外伝』では冒頭に初代武装メンバーの長谷川と会っていたところを一善・円城と再会した。

#### 初代
『WORST外伝』第2部・初代武装戦線編に登場。鈴木恵三ら4人によって結成され、その後8人に増え、最終的には19人の勢力に成長した。メンバーの基本的なファッションスタイルは、この頃に確立されている。メンバーの年齢は結成当時16歳。
初代メンバーは解散後、長谷川定政を除いて全員地元を去り、長谷川含め全員真っ当な人生を送っているという。
鈴木 恵三（すずき けいぞう）
初代武装戦線頭。東中出身。百鬼を始め、幾つものチームから勧誘を受けていたが、チームに所属することを嫌がって自由を求め、武装戦線を結成・命名した。百鬼との抗争の繰り返しの末に、当時の百鬼総長・中條アキラに認められ、やがて街で勢力を伸ばしていった。
長谷川 定政（はせがわ さだまさ）
武装戦線結成メンバー。結成時は焚八商業1年で、中学時代は二中でモンタと共に頭を張っていた。作中では、戸亜留市に唯一残っている初代メンバーとして登場。四代目の鮫島を介する形で出会った一善・円城に、初代武装の話を語って聞かせた。
自宅に恵三がチームを武装戦線と名付けた時のメモを大事に飾っている。
モンタ / 門田 陽一（かどた よういち）
武装戦線結成メンバー。結成時は焚八商業1年で、長谷川と常に行動を共にしており、恵三にタイマンを挑んでは敗北していた。
実家は古着屋で、ライダースジャケットをメンバーのスタイルに組み込むことを提案した。
大島 永三（おおしま えいぞう）
武装戦線結成メンバー。結成時は鈴蘭高校1年。子供が怖がるほどの強面。タイマンでは引退まで無敗を誇り、実力は恵三よりも上だった。恵三が本気でチームを作る気があるのかどうか試すため百鬼への殴りこみをけしかけ、途中から自らも殴りこみに参加、武装戦線に正式に加入した。後の鈴蘭第22期生・桂木源次郎の2歳上の先輩。
西田 昌平（にしだ しょうへい）
初代武装戦線メンバー。加入時はフリーター。恵三、モンタ、長谷川の友人で、バイクを買って日本中を旅する夢を成し遂げるために高校へ進学せずアルバイトに励み、そのため武装戦線結成には勧誘されなかった。しかし恵三らが抗争の繰り返しで傷だらけになっている姿を見過ごすことができず、望んでチームに加わった。
宮木 賢吾（みやぎ けんご）
初代武装戦線メンバー。加入時は鈴蘭高校1年。
小沢 伸吉（おざわ しんきち）
初代武装戦線メンバー。加入時は鈴蘭高校1年。武装戦線が軌道に乗り始めた頃、爆帝利亜の幹部・山上によって重傷を負わされる。
平間 和友（ひらま かずとも）
初代武装戦線副頭。加入時は焚八商業1年で、長谷川・モンタの同級生。

#### 二代目
web限定公開の『クローズ×WORST外伝　二代目武装戦線』に登場。
菅田 和志（すがた かずし）
二代目武装戦線頭。『WORST外伝』にも登場。中学時代に武装メンバーのバイクからガソリンを盗もうとして痛めつけられた幼馴染みの九能兄弟（後の三代目頭の秀臣とその兄の一聖）の仇討ちに、木刀を手に単身武装戦線に殴りこみをかけ、誤解を解いて恵三と交友を結ぶようになった。
武装に正式加入後は恵三から二代目頭になることを打診されるようになり、周囲に反対されることを承知で秀臣を副ヘッドにしようとする。後に秀臣の敵討ちとしてリンダマンに挑み、壮絶なタイマンの末に敗れるも、彼からも認められた。その1ヶ月半後に初代武装戦線が引退したことで正式に二代目頭を襲名する。
引退直前に事故で他界したが、円城からは偉大な二代目と称されており、今もその威光は衰えていない。
九能 秀臣（くのう ひでおみ）
二代目武装戦線副頭。菅田の幼馴染で、双子の兄・一聖と共に武装メンバーのバイクからガソリンを抜き取っていたことで痛めつけられ、腹いせに菅田をけしかけるも、菅田が武装入りすると同時に見習いとして加入した。しかし頭がキレすぎるが故に他人を見下す性格から正式メンバーとしては認められず、恵三からも「パーフェクトクソヤロー」と評されていた。その焦りから独断で地元の有力者たちをスカウトし、代替わり後の立場を盤石なものとしようとした。後にリンダマンの噂を聞きつけ後輩数人と共に奇襲をかけるも返り討ちに合う。
菅田の二代目襲名後は副頭となり、彼の死後は三代目頭を襲名するも、恵三や菅田の意思に反して武装を凶悪な集団に変貌させてしまい、歴代武装で唯一解散ではなく他勢力（前作の主人公である坊屋春道）に壊滅させられた経緯から、壊滅後は本編では一切存在に言及されず、二代目時代が描かれた前作の『続・外伝』と『クローズ×WORST外伝　二代目武装戦線』にのみ登場している。
三代目時代の悪辣な手口から被害者たちからは相当な恨みを買っており、鉄生の過去を描いたスピンオフ作品「WORST外伝 ドクロ」では登場しないものの、秀臣ら三代目武装戦線に恨みを持つ者達が事件を起こしている。
田所 太朗（たどころ たろう）
初代武装戦線見習い。喧嘩の実力は非常に高いが、メンタルが弱い。口癖は「押忍」。菅田の実力を認めており、彼を倒したリンダマンにタイマンを挑むも敗北、その後は菅田が事故死するまで二代目武装を支えた。
九能 一聖（くのう いっせい）
秀臣の双子の兄。秀臣と共に武装に出入りするも、あまり活動自体は好んでいない。

### 鳳仙学園
鈴蘭の最大の対抗勢力として知られる不良校。「殺し屋軍団」とも呼ばれる。常に派閥の混在する鈴蘭と違い、番長を頂点とした強固な組織力を誇っている。幹部以外は丸坊主・スキンヘッドという掟があるが、好んで自分を坊主頭にする幹部も少なくない。鈴蘭高校とは因縁が深く、度々抗争が繰り広げられている。

#### 月光兄弟
長男・光信から四男・光法まで、それぞれ1歳違いの四兄弟。全員鳳仙の幹部で、キングジョーと光信の卒業後は、三男・光政を中心として鳳仙を支配した。実家は不動産会社「月光不動産」を経営している。光法の2歳下に光穂（みつほ）、3歳下に光希（みつき）という妹がいるという。
月本 光政（つきもと みつまさ）
月光兄弟の三男。花と同世代。兄弟の中では細身な体格だが、図抜けた戦闘力・統率力を持つため、2年に進級した後は光義の承認のもと鳳仙学園のトップとなった。
登場時は鳳仙1年トップとしての責任感や集団意識が足らず身勝手な行動が多く、鈴蘭との天狗の森での抗争において、その当時のトップであるキングジョー、さらに光信・光義からその自分勝手な行動を戒められ、花とのタイマンを阻止される。この抗争後にキングジョーに鳳仙を任されるも、月光兄弟という名だけでは下の者は付いて来ず、根回しで鳳仙を統一しようとしていた。しかしある日、寅に「ダサい政治家の票集めのようなことばかりしている」と一喝される。それにより、他の者達の前で敵わないと分かっていながらもキングジョーにタイマンを申し込み、完敗。その後、光政に付いた1年はたったの9人であった。しかしこの時に小野輝騎という大きな存在を得ることになり、1ヶ月で1年のほぼ全員を配下に治め、花と同じく、目標としていた鳳仙番長が事実上、確立された。
2年時に花とのタイマンを実現させており、この時は花のアッパーにより実質パンチ一発でKOされたのだが、実力はトップクラス。また、花の必殺のアッパーを受け、立ち上がっている唯一の人物。ちなみに、花とのタイマンには同じくらい気になる男だからという理由で、村田将五を立会人として呼んでいた。
天地軍団との抗争では光義・光法・真島・三浦・福助・ターボらが全滅したが、光政が小野・大谷・松尾を引き連れて天地軍団の幹部以外の兵隊を全滅させた。その直後に前園が光政を奇襲したが、ハイキックで返り討ちにした。しかし、三浦の裏切りがあったとはいえ、事実上、鳳仙学園が天地軍団に敗北を喫した。しかし光政が天地に与えた印象は強烈で、光政に辿り着かれた天地のみならず、大東・康明・ガガらが怖気づかれた。
その後、小野達と共に退学した三浦に光政が一人で粛清した。
東陽台高との抗争では、オットが奇襲され、孤立していた村越が単独で襲撃していたが、光政らが到着し、抗争は膠着。勝手な行動をした村越には光政が粛清した。
最近では公園、教室、屋上などでの昼寝、グラウンドでのバッティング、ゲームなどにハマっている。
萬侍七人会とのタイマン戦では、2番手として金城會・會長の阿南芳樹を飛び膝蹴りで倒す。
1年の頃は弁髪のような奇抜な髪型をしていた。その後はトップの髪が生え始め、1年の終わり頃はその部分は金髪になり、2年になってからは長髪の金髪である。
月本 光信（つきもと みつのぶ）
月光兄弟の長男。キングジョーの同級生。ジョーに反目しているという噂があったが、実際は反抗の意志はなく、幹部としてジョーの下で鳳仙を取り仕切っていた。
鈴蘭との抗争では光義と共に舎弟を率いて軍司を倒したが、天狗の森での5対5タイマン決戦では九里虎にハイキック一発でKOされ、それが強烈なトラウマとなり、九里虎と相対するだけで失神するようになってしまった。
卒業後は家業を手伝っていたが、天地軍団の鳳仙侵攻に際して善明・内藤兄弟らに襲われ、重傷を負った。
月本 光義（つきもと みつよし）
月光兄弟の次男。三中出身。強面で左目を跨ぐように縦に走る大きな疵が特徴。喧嘩の腕はパワーでは光信を凌ぎ、鳳仙同学年ではナンバー1で、補佐に真島一也を置き、同学年を束ねる。大の2時間サスペンスドラマ好きで、家に数え切れない程にビデオをため込んでいる。
鈴蘭との抗争では、光信と共に軍司を奇襲。天狗の森では、ブッチャーとタイマンを張り、敗北。その後、頭はキングジョーから弟の光政へ移ったが、光義自身は喧嘩の腕も光政の方が勝っていることもあり、快く承諾。卒業まで光政を全面サポートしていた。天地軍団との抗争では正井、増成らを倒すが、善明、内藤兄弟に敗北した。
月本 光法（つきもと みつのり）
月光兄弟の四男。兄弟の中で一番体格が良い。同学年ではナンバー1。光政の為に自ら福助に頭を下げたこともあった。鈴蘭のツトムとは中学時代から因縁があり、4度もやりあったが、途中で邪魔が入ったりするなどして決着がつかなかった。1年時にツトムとタイマンを張り、敗北。ツトムのことを「クサレ豚足」と呼び、ツトムからは「シビレフグ」と呼ばれている。イタズラで恋文をツトムに送ったことも。
天地軍団との抗争では黒岩を倒すも、光信と光義同様、康明、ガガの奇襲によって敗北した。2年時に三国と共にツトム、プリンに挨拶しに来た。そこで鳳仙の頭になることを宣言した。萬侍帝國との抗争では七人会の命を受けて戸亜留市にやって来た白竜會・會長の鈴木智光を見事タイマンで倒す。

#### キングジョー帝国
キングジョー / 金山 丈（かなやま じょう）
鳳仙の頭。1年生の時に当時の鳳仙トップをタイマンで倒し、以来鳳仙のリーダーとして君臨している。
鈴蘭との鳳仙との実力差を的確に把握し、鈴蘭との抗争を極力避けていたが、月光兄弟にけしかけられる形で鈴蘭侵攻を開始、ゼットンら顔役に重傷を負わせて抗争を拡大させた。天狗の森での5対5タイマン決戦では秀吉と互角の勝負を演じ、最後はマサの乱入に遮られる形になったが勝利を収めた。
引退後、光政からタイマンを申し込まれた際に、卒業後の進路に悩んでいる様子を窺わせていた。
外伝「ゼットン先生」では鍼灸の先生として登場。鳳仙卒業後、医者を目指して勉学に励んでいたが、武田とのタイマンで出来ていた身体の異変に気づき腕がいいと評判の接骨院で身体を診てもらいその先生の人柄に惚れて弟子入りし先生となる。オレオレ詐欺の事件に巻き込まれ肩を脱臼したゼットンが連れてこられ、お互い「先生」という立場で再会する。その後はゼットンを施術したり、生徒との向き合い方や恋に悩んでるゼットンを叱咤するなど陰ながらゼットンをサポートしている。
氏家 純（うじいえ じゅん）
キングジョーの同期。キングジョー帝国のナンバー2。光信、光義、ゼットンからは「ウッジー」と呼ばれているが、本人は嫌がっている。
2年次に、女とイチャついている九里虎をからかい、その場にいた氏家を含む8人全員が完膚なきまでに倒された。
鈴蘭との抗争では、鈴蘭の最寄駅から出てくる鈴蘭生徒を30人倒した。
江花 勝利（えばな かつとし）
キングジョーの同期。氏家と同様に、キングジョー帝国のナンバー3。丸サングラスが特徴。鈴蘭との抗争では、米崎を奇襲した。

#### 光義世代
真島 一也（ましま かずや）
光義の同期。通称「マーシー」。同学年ではナンバー2。中学時代はすぐに刃物を持ち出す雑魚であったが、鈴蘭との抗争で黒澤とタイマンで敗れ改心した。黒澤とは中学時代からの因縁がある。花とは黒澤を襲撃した際に一度対戦したことがあり、アッパーで敗北した。
天地軍団との抗争では、光義と共に塚本高の頭・正井を倒すが、帰る最中に内藤兄弟に奇襲され、敗北。復活後は光義と共に七森工の頭・増成を倒す。その後は就職活動をしながら、相談役として光政達をサポートした。
内田（うちだ）・加土屋（かどや）
光義の元同期。入学早々キングジョーにケンカを売り、鼻に傷を負わせ、後に2人とも退学。鈴蘭との抗争ではゼットンと2対1で勝負し、敗北したもののゼットンを苦戦させた。キングジョー曰く、鳳仙の秘密兵器。
浦野（うらの）
光義の同期。マサを襲撃し、鈴蘭と鳳仙の抗争の火種を作った。その後仲間数人といたところを、秀吉に全滅させられる。

#### 光政世代
小野 輝騎（おの てるき）
光政の同期で右腕。通称「テル」。最初は光政を認めていなかったが、光政とキングジョーとのタイマンを見て、光政に付くことを決める。花とも会ったことがある。
三浦 悟（みうら さとる）
光政の同期。鼻ピアスが特徴。天地軍団との抗争で家計の苦しさから天地に寝返り、鳳仙の情報を横流ししていた張本人。光政たちを天地軍団の待ち受ける倉庫に誘き出してから、罪悪感を持ち、警察に通報したと思われる。その後は鳳仙を退学し、母方の叔父を頼って他県で働いていたところを、光政や小野達にけじめとして制裁を受けるが、黙ってそれを受け入れた（光政が三浦を失神させた後、小野がその場にいた叔父に餞別を渡した）。
本作で最初に登場した鳳仙の生徒である。
大谷 健（おおたに けん）
光政の同期で幼馴染。光政と行動を共にすることが多い。
松尾 大助（まつお だいすけ）
光政の同期。入学式の日に光政とタイマンを張り敗北。しかし光政でさえ苦戦した。鈴蘭との抗争では花に必殺のアッパー一撃で敗北。天地軍団との抗争からモヒカンになった。
九十九 一二三（つくも ひふみ）
光政の同期。鳳仙の情報屋・頭脳的存在だが、覗きが趣味の変態小僧で、中学の時に女子大の寮の風呂を覗いて補導されたことがある。ちなみに寅とは中学時代の同級生である。ダーツは苦手だが麻雀が得意。
村越 潤（むらこし じゅん）
光政の同期。真島によって幹部に起用された。人当たりがよく後輩達の評判もよかったが、2年の3学期に、他校の生徒に問答無用に喧嘩を売るなど突如暴走する（そこで東陽台高の生徒1人の鼓膜を破っている）。実は弟が末期癌により余命幾ばくもない状態となっていたやり場のない怒りが原因だった（それ以前に父親も癌で亡くしている）。東陽台高との抗争では、自らの暴走によって親友のオットが奇襲されたことで報復のために単独で襲撃したが、光政ら鳳仙の生徒によって抗争は決着。村越自身は光政に独断行動の制裁を与えられた。
弟の死後に鳳仙を退学するつもりでいたが、周囲の説得により残留を決意。復帰時には心機一転、長髪から坊主頭となる。同時に九里虎の留年の情報を光政らに教えた。
大戸 国雄（おおと くにお）
光政の同期。通称「オット」。幼少時に川で溺れていたところを村越に助けてもらったという縁があり、暴走する村越をかばう。普段は温厚な性格だが、一度暴れ出すと光政でさえ止めるのが困難で、一度自分がやられると10倍にしてやり返すほどの執着心。甘党。東陽台高との抗争では、奇襲され病院送りにされるが、後に復活。

#### 光法世代
福浦 大助（ふくうら だいすけ）
光法の同期。通称「福助」。入学当初は独自の派閥を構え、最後まで光法に付くことを拒んでいたが、光法の土下座に応えるかたちで光法一派に加入しNo.2になる。相当の実力者と思われる。
天地軍団との抗争では、ガガらの奇襲によって、ターボと共に敗北。
東陽台高との抗争では、率先して解決させた。
田島 隆広（たじま たかひろ）
光法の同期。通称「ターボ」。同学年ではナンバー3。入学当初から光法の側近として付いており、福助と対立していた。その後は主に光法、福助と行動を共にしている。
天地軍団との抗争では、ガガらの奇襲によって、福助と共に敗北。
矢嶋 勝彦（やしま かつひこ）
光法の同期。村越によって幹部に推薦されたため、彼を慕っている。

#### 三国世代
三国 勇京（みくに ゆうきょう）
光政3年時に入学し、1年にして幹部入りした新人。光法の下に付いている。髪型はプリンと似ている。鈴蘭の佐島をライバル視している。E.M.O.Dの座黒兄弟に目を付けていたが九里虎に先越された。
萬侍帝國との抗争では七人会の命を受けて戸亜留市にやって来た火浦會・會長の百田一博にサシで勝利。
イーピンのランキングでは第3位。
海藤 信太郎（かいとう しんたろう）
三国の同期。E.M.O.Dの座黒兄弟に目を付けていた。
栗山 翔（くりやま しょう）
三国の同期。E.M.O.Dの座黒兄弟に目を付けていた。
卓也（たくや）
三国の同期。E.M.O.Dの座黒兄弟にやられて入院する。

### 河田二高・百合南高
世良 直樹（せら なおき）
河田第二高校の頭。「三中」出身。かつての新四天王・中島信助の転校後の河二をまとめる。中島の幼馴染でもある。蓮次とは中学時代からの仲で、迫田とも因縁があり、中学の頃タイマンを張ったが互角だった。
天地とのタイマンで惜敗し、河二は天地の支配下となる。傷が癒えたあと、花にも腕試しに喧嘩をしかけているあたり、何かしら行動を起こすようである。
百合南のアボと仲が良い。
池島會を倒した武装とE.M.O.Dについて調べにやって来た、萬侍帝國の南會・會長の矢沢廣将に因縁をつけられ、袋叩きにされる。
萬侍帝國との抗争では七人会の命を受けて戸亜留市にやって来た黒門會・會長の伊丹亮介をタイマンで倒す。
萬侍七人会とのタイマン戦では3番手として、首東會・會長の中野一成とタイマンを張り、善戦するも伊丹にやられた傷を狙われ敗北。
アボ / 桜田 朝雄（さくらだ あさお）
百合川南高校の頭。天邪鬼な性格だが、とても潔く仲間思いの好漢。身長の低さを気にしており、指摘されると逆上するが、自分より身長が低い人間は殴らないという妙なポリシーを持っている。
喧嘩の腕は相当のもので、九里虎には過去に3度タイマンを挑むも全敗しているが、彼の強さは当の九里虎も一目置いている。必殺技は低い身長を利用して相手の死角からオーバーハンド気味に打ち下ろすブーメランフック（ロシアンフック）。
親交のある花組の蘭丸に焚き付けられ、花にタイマンを挑むも、格の違いを痛感し本能のままに途中で逃げ出してしまう。天地軍団との抗争では己の仲間達が内藤兄弟にやられた為、九里虎と共に天地軍団に立ち向かうこととなり、内藤兄弟の一期とタイマンを張り、勝利する。
3年進級後は、E.M.O.Dの座黒兄弟に目を付けていた。
世良が萬侍帝國に袋叩きにされたことを聞き、報復として南會・會長の矢沢廣将を倒した。
萬侍七人会とのタイマン戦では4番手として、益田會・會長の井上辰巳と戦うも、勝利目前という所で拳をコンクリートの柱に誤爆させてしまい、頭突きの連打を喰らい敗北。敗北したものの井上に｢あいつのパンチはハンパない｣、｢一歩間違えたら病院送りにされてた｣と言わしめた。
親友の秋山潤一と常に行動を共にしている。リカという名前の彼女がいる。

### 黒咲工業高校
藤代拓海・山口善次郎・桑原信昭
詳細は武装戦線七代目を参照。
杉浦 歩巳（すぎうら あゆみ）
迫田の幼馴染みの同級生。旧姓・川原。気の弱い穏やかな性格をしている。
小学4年時に迫田の住んでいた団地へ引っ越し、以来迫田に使い走りのような扱いをされ続け、中学2年の秋頃に迫田の顔面にカッターで切りつけて傷痕を作り、それから間もなく転校していった。
歩巳は迫田に傷痕を作ったことに、迫田は歩巳を守っているつもりでいじめ続けていたことに強い罪悪感を抱いていたが、高1の冬に再会してわだかまりを解いた。その後、迫田に励まされる形で恐喝を自力で跳ね除けている。
ダーツが得意で、迫田と和解後に寅とはダーツ仲間として無二の親友になった。卒業間近の時期に大学を受験している。

### 戸亜留市内のチーム
「狂屋」「百鬼」「スケルトン」「爆帝利亞」と武装戦線の5チームの間には、三代目狂屋と四代目武装戦線が中心となって作られた「五国休戦協定」が結ばれていた。その後数年のうちにスケルトンは「屍」に改名し、爆帝利亞は「慚愧の虎」「黄泉の梟」「漆黒の蠍」に分裂しており、現在で協定に加盟しているのは「武装戦線」「狂屋」「百鬼」「慙愧の虎」「屍」のチームとなっている。しかし将五と寺門の諍いや漆黒の蠍の暗躍などを受け、六代目武装戦線の脱退によって破棄された。

#### 百鬼
武装戦線結成以前から存在するチームで、武装とは当時から様々な因縁がある。山内の引退後は跡目争いが続いているとされる。
山内 太一郎（やまうち たいちろう）
「百鬼」総長。年齢は鉄生の武装六代目時代で21歳。鉄生と親交が深く、また五代目の好誠、四代目の九能龍信とも付き合いがあった。
同棲中の18歳の彼女との間に子供ができ、それをきっかけに引退を決意。慙愧の虎との抗争の仲裁役を鉄生に頼み、抗争終結と同時に正式に引退した。
中條 アキラ（ちゅうじょう アキラ）
『WORST外伝』に登場。武装戦線結成時の「百鬼」総長。当時の街の最強勢力の長だった。何度叩きのめされても百鬼に向かってきた鈴木恵三ら初代武装戦線を高く評価し、彼らを大人数で一方的に叩きのめした部下を窘めて自身が引退するまで目をかけていた。
金 亨哲（キム ヒョンチョル）
『WORST外伝』に登場。中條引退後の「百鬼」幹部で、初代武装戦線とは同世代。七代目武装戦線メンバーの金亨寛の兄。長谷川定政との間で冗談で、当時小学生だった亨寛を武装にスカウトする話が交わされていた。

#### 慚愧の虎
爆帝利亞から分裂したチームの一つ。爆帝利亞から分裂した3チームで唯一協定に加盟している。武装・E.M.O.Dと萬侍帝國との抗争では拓海らの懇願で仲介人となり、両チームと同盟を結び、萬侍帝國を迎え撃った。
晴本 茂雄（はるもと しげお）
初代「慙愧の虎」総長。鉄生と親交が深い。天地の陰謀により、百鬼と慙愧の虎の抗争を目論んだ漆黒の蠍によって病院送りにされた。鉄生亡き後、拓海の要請で武装戦線と黄泉の梟との抗争の仲裁役を務めた後、二代目を藤に譲って引退した。
藤 昌平（ふじ しょうへい）
二代目「慙愧の虎」総長。凶暴な性格をしている。将五の兄弟分で、萬侍帝國池島會との抗争が終わった後、武装戦線・E.M.O.Dと同盟を結ぶ。その後は両チームと結束して侵攻してきた萬侍の本隊を迎え撃った。

#### 黄泉の梟
爆帝利亞から分裂した3チームのうちの一つ。協定には加盟しておらす、天地の策略で六代目武装戦線と抗争を繰り広げたが、晴本が仲裁役となったことで手打ちとなった。総長同士の付き合いでE.M.O.Dとは友好関係にあるが、E.M.O.Dの喧嘩の尻拭いをする形となっている。
平野 国正（ひらの くにまさ）
「黄泉の梟」総長。好戦的な性格で、天地の陰謀に乗せられて鉄生亡き後の六代目武装戦線と抗争を繰り広げていたが、漆黒の蠍の暗躍が明るみに出たことで手打ちを余儀なくされる。E.M.O.D総長の前川とは旧知。

#### 屍
スケルトンから改名したチーム。協定に加盟こそしているが、頻繁に他県のチームと会合を繰り返しており、そのことで内部抗争が続いていた。最終的には萬侍帝国・池島會の傘下に入り、勢いづいて武装戦線襲撃を目論むも、待ち伏せされていた武装の返り討ちに合う。
江波 泰弘（えなみ やすひろ）
「屍」総長。安生市の「双頭龍」と共に萬侍帝国の池島會の傘下に入り、それによって調子に乗って武装戦線を襲撃するが、逆に待ち伏せに会ってチームもろとも叩き潰された。

#### 狂屋
武装戦線と百鬼以外では分裂や改名はされていない。
石河 高史（いしかわ たかし）
四代目「狂屋」総長。将五が寺門を半殺しにしたことで報復を行い、その後百鬼の仲裁で話し合いの場が持たれたが、鉄生の迫力に完全に威圧されていた。
前作の『続・外伝』では別の人物が四代目「狂屋」総長を務めているが、その人物は後ろ盾となっていた銭屋一家の幹部が背信行為で粛清されたのちにメンバーからも見放されている、
桜井 肇（さくらい　はじめ）
「狂屋」幹部。次期筆頭候補と目されている男で、休戦協定解消後に将五と戦った。
石河の引退後は正式に五代目「狂屋」総長となる。
寺門（てらかど）
「狂屋」幹部。将五の同級生の野球部員を恐喝していたことが将五の逆鱗に触れ、一方的に叩きのめされた。

#### 漆黒の蠍
爆帝利亞から分裂したチームのうちの一つで、3チームの中では唯一のストリートギャングチーム。メンバーは「JET BLACK SCORPION」と書かれたシャツを着ている。鈴蘭との抗争時はリーダーがアンパン中毒で正常な活動ができなくなった上に主要メンバーが警察に捕まったことで解散寸前であり、そこに目を付けた鎌田と田原が中心になって鈴蘭に抗争を仕掛けたが、それぞれ原田一派、九里虎、花組により壊滅させられる。その後は鈴蘭への憎悪を募らせた残党を天地が取り込むことで内田浩二をリーダーとして再興され、天地軍団の傘下に入り、天地の指示で様々な形で暗躍する。鳳仙と天地軍団の抗争前に天魔のKKKを筆頭に武装戦線に抗争を仕掛けるも、鉄生の死を克服した将五率いる七代目武装戦線の圧倒的な実力の前に壊滅した。
結成に至るまでの経緯は外伝『ドクロ』で描かれている。
鎌田 久志（かまた ひさし）
元鈴蘭高校第28期生。漆黒の蠍の幹部で、鈴蘭時代に十希夫とのタイマンに敗北している。
リーダー不在で壊滅寸前だったチームを率い、田原と共に半ば自暴自棄で鈴蘭に抗争を仕掛けた。鈴蘭との抗争では奇襲でブッチャーを倒したが、原田一派に追い詰められ十希夫と再びタイマンを張り、敗北し土下座させられた。
田原 智仁（たはら ともひと）
元鈴蘭高校第28期生。漆黒の蠍の幹部で、鈴蘭時代に黒澤とのタイマンに敗北している。鈴蘭との抗争では蓮次に重傷を負わせ、それがきっかけで花組の怒りを買って襲撃を受け、最後は花とのタイマンに敗れた。
藤枝（ふじえだ）
漆黒の蠍の幹部。左目尻に星の刺青を入れている。月光兄弟の光信・光義とも親交があり、いずれは自分がチームを支配する野望を抱いていた。漆黒の蠍と鈴蘭の抗争には関わっていなかったが、九里虎の女を暴行したため九里虎の怒りを買い、光信・光義らの目の前で九里虎にハイキック一発で倒された。
内田 浩二（うちだ こうじ）
詳細は#天地軍団を参照。
山本 雄丈（やまもと ゆうじょう）
漆黒の蠍のリーダー。
本編では名字が語られるのみで、鈴蘭との抗争時はシンナー中毒で正常な活動ができない状態だった。
詳細は#『WORST外伝　ドクロ』を参照。

### 戸亜留市外のチーム

#### E.M.O.D
正式名称は「Evil Moth of Dead」（死を呼ぶ邪悪な蛾）。「蛾」「毒蛾」という通称でも呼ばれている。安生市を本拠地とする生粋のケンカ集団で、市内の鬼塚と呼ばれる地区の人間しかメンバーになれない掟がある。そのため総勢20人程度と小規模なチームだが、仲間同士の絆は非常に強い。七代目武装戦線と抗争を繰り広げた後、萬侍帝国に対抗すべく武装と同盟を結んだ。黄泉の梟とは武装との抗争以前から友好関係にある。
前川 宗春（まえかわ むねはる）
E.M.O.Dの総長。仲間意識の強い生粋のケンカ集団を束ねている。黄泉の梟総長の平野とは昔馴染み。モデルのような顔と体型の持ち主で、身長が190cm近くある。仲間を敵地に送り出す際に声を掛けたり、座黒兄弟の母の病院へ見舞いに行くなど、仲間思いの一面もある。前々から七代目武装戦線に興味を示しており、将五とお互いの街で対面し、抗争の火種となった。
七代目武装戦線との抗争では、服部・奈良とのタイマンで勝利するが、将五とのタイマンに敗北。
萬侍帝國・池島會との抗争では副頭の池島次雄とタイマンを張り勝利。
単身攻めてきた比留間會・會長の比留間有志と武装のアジトでもあるスクラップ置き場でタイマンをし、引き分ける。
萬侍帝國七人会とのタイマン戦にも出向いており、3勝同士になった後、花が提案した比留間とのじゃんけん勝負になりそれに負けてしまう。
国吉 洋次（くによし ようじ）
E.M.O.Dの副総長。冷静かつ紳士的だが、タイマンを中断した拓海にキレてナイフを出したり、自分の作戦に反論した板倉と村岸を黙らせるなど、有無を言わせぬ押しの強さとプライドの高い一面もある。七代目武装戦線との抗争では、拓海とタイマンを張るが拓海によって中断される。後に武装戦線との同盟を受け入れた。
萬侍帝國の傘下に入り調子に乗った双頭龍副頭・平田和彦を殴り飛ばす。
戸亜留市連合が萬侍七人会とのタイマンをしている中、萬侍帝國別働隊が動きを知り、密かに町田に入る。
その後別働隊を止めるため、七代目武装戦線の副頭の藤代と共に萬侍帝國副総長の谷と会い、話を付け別働隊を止める活躍を見せる。
板倉 和之（いたくら かずゆき）
E.M.O.Dの幹部。一善を挑発したモヒカン。村岸と行動を共にすることが多い。七代目武装戦線との抗争では、KKKの健昇とタイマンを張り、敗北。
萬侍帝國の傘下に入り調子に乗った双頭龍によって集団で闇討ちされる。
村岸 貴志（むらぎし たかし）
E.M.O.Dの幹部。一善を挑発し、止めに入った黄泉の梟の高木を殴った。板倉と行動を共にすることが多い。七代目武装戦線との抗争では、KKKの姫川とタイマンを張り、敗北。
川代 次郎（かわしろ じろう）
E.M.O.Dの幹部。背が小さい。気合の入った時は特攻服にマスクのスタイル。七代目武装戦線との抗争では、奈良とタイマンを張り、敗北。最終決戦の際には金と戦っている。
遠山 常雄（とおやま つねお）
E.M.O.Dの幹部。好戦的な性格。通称「ツネ」。七代目武装戦線との抗争では、奈良の奇襲に遭い敗北。後に拓海が安生に訪れた時は奈良の奇襲にやられた鬱憤を晴らさんとばかりに拓海を滅多打ちにするが、その場にいた洋次に諌められる。決戦においては再び奈良と戦った。
萬侍帝國・池島會との抗争では折原にやられそうになるが、途中で奈良に助けられる。
萬侍帝國との抗争では七人会の命を受けて戸亜留市にやって来た川久保會・會長の矢田部昌久をタイマンで倒す。
武装戦線以外の人間で、奈良のことを「アキラ」と呼べる数少ない人物。
吉田 瑞穂（よしだ みつほ）
E.M.O.Dの幹部。冷静な性格で、憤る常村を落ち着かせていた。幹部の中で唯一喧嘩の描写がない。
伏見 昇（ふしみ のぼる）
E.M.O.Dの幹部。寡黙だが腕っ節が強く、前川から武装との抗争での大黒柱と言われている。宗春が言うには優しい性格であまり喧嘩を好んではいないらしい。
七代目武装戦線との抗争では、春とタイマンを張り、敗北。
畑 日出夫（はたけ ひでお）
E.M.O.Dの幹部。仲間からアル中と呼ばれる程の酒好き（未成年）。七代目武装戦線との抗争では一善を不意討ちで倒す。その後、一善と正面からのタイマンを張り、劣勢になったところで大怪我を負い、中止となり敗北を免れた。幸い急所は外れ、命に別状はなかった。一善に「怪我が治ったら一緒に酒を飲もう」と約束したり、病院の通報により警察が介入してきた際には「自分で転んだだけ」と主張して被害届を出さないなど、2度のタイマンを経て、二人は兄弟分になった様子。
高城 忍（たかしろ しのぶ）
E.M.O.Dの幹部。足技を得意としている。七代目武装戦線との抗争では円城を不意討ちで倒し、その後再び円城とタイマンを張り、敗北寸前だったところを畑が大怪我を負い中止となった。畑とは幼馴染だが、彼と違って酒は全く飲めない。
座黒 亜希（ざくろ あき）
E.M.O.Dの幹部。座黒兄弟の兄。前川との付き合いはメンバーの中では比較的長い。ポニーテールが特徴。七代目武装戦線との抗争では、善次郎とタイマンを張り、これに勝利。鳳仙の三国・海藤・栗山、百合南のアボに目を付けられていたが、その後偶然、九里虎を七代目武装戦線のメンバーと勘違いし　挑発したところ、真希と2人掛かりで敗北する。その後、九里虎恐怖症になり真希と共に国吉に七代目武装戦線との抗争から降りることを告げる。
萬侍帝國・池島會との抗争では苦戦する善次郎に代わって船井とタイマンを張り、辛勝。
座黒 真希（ざくろ まき）
E.M.O.Dの幹部。座黒兄弟の弟。太っている。七代目武装戦線との抗争では島田とタイマンを張り、勝利。兄共々九里虎恐怖症になってしまった。
三籐 信次（さんとう しんじ）
E.M.O.Dのメンバー。安生中央高1年。宗春や国吉たちの先輩にあたる三籐明良の弟。武装戦線との抗争では、トドキンとタイマンを張り、敗北。
萬侍帝國の傘下に入り調子に乗った双頭龍によって集団で闇討ちされる。
高田 一男（たかだ かずお）
E.M.O.Dのメンバー。安生中央高1年。武装戦線との抗争では、伊東とタイマンを張り、敗北。
萬侍帝國の傘下に入り調子に乗った双頭龍によって集団で闇討ちされる。

#### 双頭龍
正式名称は「ダブル・ヘッズ・ドラゴン」。E.M.O.Dとの抗争の末に敗れる。その後萬侍帝國・池島會の傘下に入ったことで勢い付きE.M.O.Dのメンバーを闇討ちするが、E.M.O.Dに壊滅させられる。
美川 利実（みかわ としみ）
双頭龍の頭。登場時点で21歳。E.M.O.Dとの抗争後に前川に土下座したが、同時期に池島會の傘下入り。E.M.O.Dのメンバーを闇討ちしたが、そのことでE.M.O.Dに返り討ちにされ、池島會に連絡するも、直後に連絡が取れなくなる。

### 銭屋一家
大阪・天王寺を中心に9支部を持つ、日本屈指の名門チーム。
小川 千春（おがわ ちはる）
ドスケンの従弟。銭屋一家第一支部幹部、後に第一支部長。花・将五らと同世代。丸坊主で体格がよく、体中に熟語の刺青を彫っている。7つ歳上の姉がいたが、薬物中毒者の起こした暴走車の事故によって亡くし、以来薬物を激しく憎んでいる。
薬物売買に手を染めていた第三支部長・鶴岡を半殺しにし、ドスケンの紹介で大阪を離れ、サダと共に六代目に代替わりしたばかりの武装戦線の客分となった。その時に花や拓海らと因縁が生まれ、鶴岡の引退で事態が収拾した後、花とタイマンを張って敗れ、大阪へと帰っていった。その後、花と天地の対決を見届けるために再び街を訪れ、将五・拓海と共に一部始終を見届けた。
サダ / 定島 弘健（さだじま ひろたけ）
千春の相棒。腕に巻きつくような龍のタトゥーがあり、常にサングラスをかけている。千春と共に武装の客文となった。
樋渡 敬（ひわたり けい）
十代目銭屋一家副総長。左目がない。第一支部長の菊谷修次と共に、第三支部と衝突寸前だった武装を訪れ、千春の起こした事件が鶴岡の引退で終息したことを伝えた。その時に鉄生を武装のリーダーと見なしたことが、鉄生の六代目襲名のきっかけとなった。
吉成（よしなり）
銭屋一家第三支部幹部。スキンヘッド。千春の一つ上の先輩で、千春を追って街を訪れ、六代目武装戦線と一触即発の状況となったが、樋渡に鶴岡の引退を知らされ、地元へと戻っていった。
鶴岡（つるおか）
銭屋一家第三支部支部長。作中では顔が隠れた状態で千春の回想に登場。銭屋一家を動かす執行部の一人で下の者からの信頼も厚かったが、裏では知り合いのヤクザと結託して中高生に覚醒剤を売りさばいていた（銭屋一家では覚醒剤売買に少しでも関与すれば永久追放される掟がある）。千春に問い詰められた際にも悪びれなかったため、激怒した彼に半殺しにされる。その後経緯は不明だが責任を取る形で引退した（第三支部の跡目が決まるまでは籍を置いている）。
ドスケン / 小川 研次（おがわ けんじ）
千春の従兄。四代目武装戦線メンバーと同世代で、十三の兄弟分。前作では八代目銭屋一家副総長兼第一支部長だったが、本作での立場は明らかになっていない。

### 萬侍帝國
東京・町田を中心に全国21支部を持つ日本最強の軍団。総長の所属する江戸川會と、副総長の所属する九頭虎會の下に、九頭神會・金城會・織田健會・首東會・全斗會・比留間會・益田會の7チームが中心として据わっており、それぞれのチームのリーダーを総称して「萬侍七人会」と呼ばれている。
木村 政道（きむら まさみち）
萬侍帝國総長（恐らく三代目）。江戸川會・會長。作中では名前のみの登場。自身と同い年の者で構成される直轄の別動隊を率いている。
谷 義友（たに よしとも）
萬侍帝國の副総長。九頭虎會・會長（恐らく三代目）。総長・木村とは同い年。一見飄々とした外見の男だが、ビスコ曰く「とぼけてはいるがバカじゃない」らしい。
萬侍七人会vs戸亜留市連合のタイマンを電話で知らされた時には、七人會の結束・成長を促すため「他言は無用」と報告者に伝えていた。しかし報告者はタイマン第4戦中に野崎や的場にも連絡してしまい、その通話を武装戦線・京本に察知される。
戸亜留市メンバーを襲撃しようとしていた別働隊の動きを知らされた際、既に町田入りしていた武装戦線・藤代とE.M.O.D・国吉の熱意に負け、撤収を促す。

#### 萬侍七人会
ビスコ / 蛭子 幸一（えびす こういち）
三代目九頭神會會長。天善高校の頭でもある。態度や姿勢は比較的穏健だが、その実力は極めて高く、萬侍帝國最強の男として認められており、日本不良界最強の男とも呼ばれている。非常に大柄な体格をしている。喧嘩の実力とは裏腹に絵が下手で、花の絵を描いた際には実際に対峙した武龍會の者ですら誰なのか分からなかった。
町田に偵察に来た武装の姫川を一撃で倒し、 戸亜留市連合とのタイマン戦では、6番手として村田将五と戦う。
将五を相手に圧倒的な実力差を見せつけ勝利。戸亜留市まで比留間を迎えに行った時に花と出会って以来、花のことを強く意識しており、卒業式間際に単身戸亜留市を訪れて対決し、勝利した。それをきっかけに築かれた花との友情は、生涯続いたという。
ちなみに、戸亜留市で花と対決した後、地元では「花に一方的に負けた」という噂が流れており（かつて花と手合せした柴木、辛島の発言も信憑性を持たせたため）、天善高校の仲間達を大いに困惑させることになった。
阿南 芳樹（あなん よしき）
萬侍七人会。金城會・會長。戸亜留市連合とのタイマン戦では2番手として、光政と戦う。飛び膝蹴りを喰らい敗北。
柴木 正美（しばき まさみ）
通称「怪力柴木」。萬侍七人会。織田健會・會長。戸亜留市連合とのタイマン戦では1番手として、花と戦うもアッパーを喰らい敗北。
中学の頃は警官6人掛かりでも止められなかったと言われるほどの豪傑だったが、ビスコが言うには花には手も足も出なかった。
中野 一成（なかの いっせい）
萬侍七人会。首東會・會長。戸亜留市連合とのタイマン戦では3番手として、世良と戦う。馬乗りになりパンチを連打し勝利。
世良は戸亜留市進行時、黒門會の伊丹とのタイマンで右腕を負傷しており、そこを突いて勝利した為中野自身は「伊丹のお陰で勝てた」と考えている。
火口 周次（ひぐち しゅうじ）
萬侍七人会。全斗會・會長。戸亜留市連合とのタイマン戦では5番手として、天地と戦う。壮絶な殴り合いの末、最後は天地に押し切られ敗北。
天地とのタイマンでは怪我をしている天地と同じように自ら柱に頭を打ち付け頭から血を流しながらタイマンを張った。
この行動は花には｢男前｣、E.M.O.Dの前川には｢6:4でアホ」と言われた。
井上 辰巳（いのうえ たつみ）
萬侍七人会。益田會・會長。萬侍七人会の中でも比較的冷静で、幹部会では司会進行を務める。比留間の急進的な思想と行動に対して組織全体の危機感を覚え、ビスコと共に萬侍の将来を憂いていた。
戸亜留市連合とのタイマン戦では4番手として、アボと戦う。アボが最後の一撃を誤爆した隙に頭突きの連打を浴びせて勝利。
比留間 有志（ひるま ゆうし）
萬侍七人会。比留間會・會長。萬侍七人会の中でも勢いに乗っている派閥の人間で、多くのチームを傘下に置いている。しかし同時に、萬侍帝國の周囲を取り巻く状況に危惧を感じているらしく、相手を黙らせるのは数と豪語している。
かなりの激情家だが萬侍や仲間に対する思いは熱く、仲間である池島兄弟が倒れた後には歌川の反対を押し切って単身で武装戦線のアジトに赴いている。アジトでは前川とタイマンを張り引き分けに終わった。
戸亜留市連合とのタイマン戦で3勝同士になった後、花が提案した前川とジャンケン対決に勝利。

#### 池島會
池島 長次（いけしま ちょうじ）
池島會の頭。比留間會の傘下の池島會を仕切る極悪兄弟の兄。屍と双頭龍を傘下にした。武装・E.M.O.Dとの抗争では、将五に敗北。
池島 次男（いけしま つぐお）
池島會副頭。比留間會の傘下の池島會を仕切る極悪兄弟の弟。武装・E.M.O.Dとの抗争では、前川宗春に敗北。負けはしたものの、前川に｢強い｣と言わしめた。
ショーン
池島會所属。切れ者で、池島會のことを調べ尽くしていた武装・E.M.O.Dに危機を抱いた。
折原（おりはら）
池島會所属。猛者ぞろいの池島會の中でも特に喧嘩慣れした実力者。武装・E.M.O.Dとの抗争では遠山常雄と対決し有利に進めるが、途中に入った奈良明とタイマンを張り、敗北。
大隅（おおすみ）
池島會所属。猛者ぞろいの池島會の中でも特に喧嘩慣れした実力者。武装・E.M.O.Dとの抗争では佐々木春とタイマンを張り、敗北。
船井（ふない）
池島會所属。猛者ぞろいの池島會の中でも特に喧嘩慣れした実力者。武装・E.M.O.Dとの抗争では山口善次郎を圧倒するが、代わりに入った座黒亜希とタイマンを張り、敗北。

#### 比留間會
歌川 豪（うたがわ ごう）
比留間會・副ヘッド。比留間や池島兄弟とは長い付き合い。キレやすい比留間をうまくサポートしている。

#### 會長
矢沢 廣将（やざわ こうしょう）
南會會長。七人會の命を受け、池島會を倒した武装とE.M.O.Dについて調べるために、中森と共に戸亜留市に向かう。そこで世良に因縁をつけて袋叩きにするが、その後アボの仕返しに会う。
中森 昇治（なかもり しょうじ）
川内會會長。ライオンのような髪型をしている。七人會の命を受け、池島會を倒した武装とE.M.O.Dについて調べるために、矢沢とともに戸亜留市に向かう。そこで康明とガガを袋叩きにする（先に仕掛けてきたのは康明ら）。その後天地と加勢にきた大東、内藤兄弟の仕返しに会う。
辛島 純（からしま じゅん）
武龍會會長。縦横ともに大きく、その実力は萬侍帝國の中でも上位。但しその強さ故か、ビスコ以外の七人會の面々にはあからさまな反抗的態度を取ることもあった（内輪の喧嘩は御法度なので、直接の喧嘩には発展していない。ただし戸亜留市に赴く際には、火口から「帰ったら個人的に挨拶に来い」と檄を飛ばされている）。矢沢・中森がやられた後、七人会の命を受けて戸亜留市に向かう。
戸亜留市では、神城會の椎野・江之本會の浜と共に行動し、鈴蘭高校に攻め入った。
アカジとアオジをパンチ一発で倒すほどの強さを誇るも、月島花とのタイマンで圧倒的な力でぶん投げられて敗れる。
椎野 史直（しいの　ただなお）
神城會會長。戸亜留市に向かった際には武龍會、江之本會と共に行動し鈴蘭高校の迫田武文とタイマンを張り、敗北。
浜 登志男（はま としお）
江之本會會長。戸亜留市に向かった際には武龍會、神城會と共に行動し鈴蘭高校の大善努とタイマンを張り、敗北。
伊丹 亮介（いたみ りょうすけ）
黒門會會長。戸亜留市に向かった際には単独で動き、世良とアボ率いる河二と百合南の連合グループとぶつかる。世良とタイマンを張り、敗北する。
上関 公明（じょうせき きみあき）
蓮条會會長。戸亜留市に向かった際には黒門會と同じく単独で動き、天地が率いるグループとぶつかる。天地とタイマンを張り死闘の末敗北する。
張替 秀樹（はりかえ ひでき）
名越會會長。戸亜留市に向かった際には川久保會と共に動き、武装戦線・E.M.O.D・慙愧の虎の連合グループとぶつかり武装戦線の奈良にタイマンで敗北した。
谷田部 昌久（やたべ まさひさ）
川久保會會長。戸亜留市に向かった際には名越會と共に動いた。
武装戦線・E.M.O.D・慙愧の虎の連合グループとぶつかりE.M.O.Dの遠山にタイマンで敗北した。
百田 一博（ももた かずひろ）
火浦會會長。戸亜留市に向かった際には白竜會と共に動き、鳳仙学園とぶつかった。三国とタイマンを張り、敗北する。幹部の中では唯一1年生に敗北している。
鈴木 智光（すずき ともみつ）
白竜會會長。戸亜留市に向かった際には火浦會と共に動いた。月本光法とタイマンを張り、敗北する。

#### 別動隊
総長・木村政道や副総長・谷義友と同い年の者で構成された総長直轄部隊。七人會の面々にとっては先輩にあたる。
大黒 仁（おおぐろ じん）
別働隊の一人。総長・木村政道や副総長・谷義友と同い年。
谷からの命令で、戸亜留市メンバーを襲撃しようとしていた野崎と的場に撤収するよう連絡を入れる。
谷が七人會のタイマンについて他言無用と指示した理由を家に例えて説明した際に、的外れな質問をするという天然ボケな一面を持つ。
野崎 一哉（のざき かずや）
別働隊の一人。総長・木村政道や副総長・谷義友と同い年。
萬侍七人會vs戸亜留市連合のタイマンを知らされ、戸亜留市メンバーをタイマン終了後に襲撃しようと計画する。
的場 智春（まとば ともはる）
別働隊の一人。総長・木村政道や副総長・谷義友と同い年。
萬侍七人會vs戸亜留市連合のタイマンを知らされ、戸亜留市メンバーをタイマン終了後に襲撃しようと計画する。

### 梅星一家
政やん / 梅星 政司（うめほし まさし）
花たちの下宿・梅星一家の大家。非常に体格のよいヤクザのような風貌をしており、ヤクザも頭を下げる立場を持っているが、その職業は明らかになっていない（職業を聞いた者には鬼の形相で睨み付ける）。マリ姉とは常日頃から掴み合いの喧嘩をしているが、実際は深い絆で結ばれており、他人にマリ姉を馬鹿にされて激怒したこともある。「デ・ニーロ」と名付けた犬を飼っているが、花らからはデニローと呼ばれている。
鈴蘭のOBで、靖司と共に当時の有力派閥・梅星組の長だった。
マリ姉 / 梅星 靖司（うめほし やすし）
政やんの双子の弟。「マリ」と名乗って女性として暮らしている。政やんと同じ風貌・体格のオカマで、バケモノ呼ばわりされる場面も多い。梅星一家の家事担当で、料理が得意。オカマバーを経営している。激怒すると態度が男に戻るが、普段は政やんと同じく下宿生を優しく見守っている。またゴルフが得意でプロ以上の飛距離を飛ばせるが、パターが凄まじく下手らしい。何故か毎回飼い犬のデ・ニーロに噛まれている（政司曰く「見た目が怪しい」から）。
兄と同じく鈴蘭OBで、兄と共に派閥を率いていた。オカマになったきっかけは、高校時代に偶然口紅を拾ったことだった。

### その他の人々
中島 信助（なかじま しんすけ）
旧黒焚連合2代目総長。ゼットン、武田好誠、キングジョーと並び新四天王と呼ばれていた。高校生とは見えない老け顔で、秀吉らからアンモというあだ名で呼ばれている。河田二高のリーダーでもあった。
1年生にして総長の座に就いた後、2年生の時に3代目総長を2代目副総長の万代に譲って他県に移り住んだ。その後黒焚連合は、万代が自動車事故で全治5ヶ月の重傷を負って唐突に引退してしまったことで跡目争いから内部分裂が始まり、花らの高校入学前に崩壊・消滅してしまった。
鈴蘭との対決に悩むジョーの相談に乗った後、天狗の森での鈴蘭・鳳仙の5対5タイマン対決の立会人として、街の不良の前に再び姿を現した。
「WORST外伝 ドクロ」では顔が隠れた状態で登場し、自身の引っ越しの噂が流れたことで既に解散ができない程に内部抗争が激しくなった黒焚連合をどうにか立て直そうとしていることを鉄生に打ち明けている。
武藤 伸（むとう しん）
蓮次の兄。花達の高校入学時点で21歳。いい加減な生活を送っており、家族に心配をかけている。利息が膨らんでサラ金の借金が返せなくなったために、暴力団によって名古屋まで拉致され音信不通となっていたが、政やんの尽力によって救出された。その後は得意の料理の腕を生かし、マリ姉の店の厨房で働いている。
優太郎（ゆうたろう）
将五の幼馴染の親友でリトルリーグ時代はバッテリーを組んでいた。
不良嫌いで野球をやめて以降不良になった将五を快く思っていなかったが、狂屋の寺門に因縁をつけられて負傷させられたところを将五に助けられたことで考えを改める。
外伝『ドクロ』にも登場している。
鰐男（わにお） / 鰐淵 伸男（わにぶち のぶお）
鈴蘭28期生、武装戦線6代目らと同世代の不良少年。中学時代は街で名前の通った存在で、光義を倒しブッチャーが戦いを避けたと言われ、街で最強の男だと豪語していたが、実際は光義は喧嘩の直前に交通事故で意識不明状態となっており、ブッチャーは約束の場所に行くも彼が現れなかったのが真相。中学時代に家族と共に夜逃げして街を去り、その後両親が離婚したため北川姓を名乗っている。
鈴蘭28期生らが卒業を間近に控えた時期に、舎弟2人と共に故郷の街を訪れ、その噂を聞きつけたブッチャー、光義ら街の顔役7名とアジトで対峙。それに先立って九里虎とイザコザを起こしており、九里虎を不意打ちで昏倒させアジトに拉致してきていたため、目覚めた九里虎に10人揃って叩きのめされ、再び街から姿を消した。
長沢 真巳（ながさわ まさみ）
北関東八州連合多摩支部支部長。萬侍帝國益田會會長・井上の知人。萬侍帝國七人会と戸亜留市連合とのタイマン決戦の立会人となった。
アギラ / 神原（かんばら）
九里虎の舎弟の一人。九里虎の必要な時に車を持ち出させられ、運転手にさせられている。九里虎の卒業時には、ミクラス・ウィンダムと同じく九里虎から解放されることに嬉し涙を流していた。
伊調 一(いちょう はじめ)
通称｢イーピン｣。佐島や三国らと同世代で関西から竜胆高校に編入してきた。
： 戸亜留市の喧嘩ランキングを作成し｢イーピンの十番勝負｣なるものを行っていた。いろいろな人からアンケートを取り10位から順にタイマンを張っていくというもの。
：佐島を階段から落としたと誤解した鈴蘭の面々の奇襲に会う。最後は宮本三文とのタイマンに敗北した。

## WORST外伝

### 梅星ブラザーズ編
『WORST外伝』第一部・梅星ブラザーズ編の登場人物。梅星兄弟の鈴蘭在学時のストーリーだが、何年前の話かは明らかになっていない。『We are the WORST! II“クローズ”&“WORST”キャラクターブック』に収録されている。
矢代 圭二（やしろ けいじ）
梅星兄弟の同級生。広島でおもちゃ屋を経営しており、ヤクザのような風貌・言葉遣いをしている。頭髪が薄くなっていることを気にしている。
鈴蘭在学時代は梅星組の一員で、梅星一家を訪ねた際に寅之助に梅星組の話を語って聞かせた。靖司がオカマのマリ姉になったことを知らず、再会した時には驚愕していた。
森 善男（もり よしお）
梅星組。梅星兄弟の中学からの同級生。現在は政司によると長距離トラックの運転手で子供5人。
青木（あおき）
梅星組。梅星兄弟の一つ下の舎弟。梅星兄弟の不仲の原因になる「どっちが頭なんですか」という質問をして一派は二分した。現在は政司によると鈴蘭在学中のままの頭でとなり町で喫茶店のマスターをやっている。それを聞いた矢代がムカついていた。
松岡 直（まつおか なお）
梅星組。梅星兄弟の一つ下。現在は東京で居酒屋のオヤジ。政司によるとまずいらしい。
杉本（すぎもと）
名前のみの登場。梅星兄弟の一つ下。1年C組。青木の会話によると靖司にケンカを売って病院送りにされた。退院後に梅星組の末席に加わる。
黒井（くろい）
梅星兄弟の一年時の三年生で当時の鈴蘭の最大派閥の黒井一派の頭。梅星兄弟の入学後の最初の黒井襲撃事件で靖司に倒される。
知念 竜太郎（ちねん りゅうたろう）
梅星兄弟の同級生で中学の頃から顔見知り。矢代によるとアホだがなかなか話せる奴らしい。当時の鳳仙学園を二階堂一派と二分していた。二階堂に仲間の上野と江藤3人まとめて病院送りにされる。
二階堂 拓也（にかいどう たくや）
梅星兄弟の同級生。電車通学のよそ者で当時の鳳仙学園で一派を作り、知念グループと二分していた。知念や政司を闇討ちするが靖司に倒される。

### 『WORST外伝　グリコ』

#### 登場人物
ゼニガメ/銭数 正人（ぜにかぞえ まさと）
大関 広徳(おおぜき ひろのり）

#### 博多中3世代
リボン/中西 理梵（なかにし りぼん）
カー坊/真島 和宏（まじま かずひろ）
仏のリリー/林 倫太郎（はやし りんたろう）
ケニー/神川 拳（かみかわ けん）
喧嘩屋/山村 山葵（やまむら わさび）
堂島 辰王（どうじま たつお）
比後 裕也（ひご ゆうや）
バクチ/漠前 千尋（ばくぜん ちひろ）
裏ドラ/浦川 龍児（うらかわ りゅうじ）

#### 阿原谷工業高校
真樹 輝（まさき あきら）
バロン/山本 馬論（やまもと ばろん）
秋谷 忍（あきたに しのぶ）

#### 福岡県内の勢力

##### 「東の鬼」博多『無乱鬼』
関口 祐平（せきぐち ゆうへい）

##### 「西の鬼」久留米『蘭鬼龍』
藤野 正宗（ふじの まさむね）

##### 「南の鬼」筑前『鬼人』
金城 大志 （きんじょう たいし）

##### 「北の鬼」北九州『悪鬼』
ローラ

#### その他
阿原谷 篤（あばらや あつし）

### 『WORST外伝　ドクロ』

#### 武装戦線
トチロー / 十時 一朗（ととき いちろう）
五代目見習い（後に正式メンバー入り）で鉄生や将太とは同期。
以前はピンチになると仲間を見捨てて逃げるような小心者だったが鉄生との出会いを経て彼に感化されるようになり、鉄生を狙う黒ヒョウに痛め付けられた際にも最後まで鉄生を売るようなことはしなかった。

#### 黒焚連合
黒ヒョウ / 黒板 豹真（くろいた ひょうま）
二代目黒焚連合幹部。黒咲工業の生徒。
かつて仲間だと思っていた者達に裏切られて袋叩きに遭っていたところを初代黒焚連合幹部だったマルケンとカクケンに助けられたことで彼らを慕い黒咲工業に進学し、連合内の世代交代に伴い幹部となった。それ故黒焚連合への愛着は強く、普段は温厚な性格だが、少しでも黒焚を舐めたりするような相手や黒焚の名に泥を塗るような真似をした仲間に対しても一切容赦せずに制裁を加える極端な二面性を持っている。更にそのような考えを仲間にも押し付ける傾向にあるため、連合内ではあまりよく思われていない。
武装の新入り（鉄生）一人に敗北した阿知羅らに制裁を加えた後、鉄生と互いの素性を知らないまま趣味のダーツで意気投合するが、やがて鉄生の素性を知り、将太立ち合いの下タイマンを行うことになる。タイマン終盤に自身を嫌う黒焚連合メンバーたちの襲撃を受けるも、鉄生や将太、隠れて観戦していた奈良や金の助太刀で助けられたことで考えを改めた。その後はかつて一方的に制裁を加えた阿知羅達にも歩み寄りを見せており、佐藤と阿知羅がジキル達の襲撃を受けた際には将五、田淵と共に鉄生に協力し、タイマン勝負では室と壮絶な殴り合いの末に辛勝した。
阿知羅 勝（あちら まさる）
二代目黒焚連合メンバー。七森工業の生徒。
かつて九能秀臣ら三代目武装戦線に襲撃されて一方的に痛めつけられたことから武装を恨んでおり、中島の引っ越しの噂が流れて内部抗争が激しくなった黒焚連合のトップを狙い、自身と同様の経緯で武装を恨んでいた後輩の中学生たちを使って武装の名を騙って悪事を働いていた。
アジトに乗り込んできた鉄生と戦うも好誠ら武装が現れたことで田淵以外の仲間は敗走し、自身も鉄生に倒される。その後武装の新入り一人に敗北したことで仲間共々黒ヒョウの制裁を受ける。
ブッチ / 田淵 幸一郎（たぶち こういちろう）
七森工業の生徒で阿知羅の親友。阿知羅と同様三代目武装に痛めつけられたため、彼の指示に従っていた。大柄な体格だが阿知羅と違い温厚な性格だが、阿知羅らがジキル達の襲撃を受けた際には責任を感じて一人で解決しようとする鉄生を殴りつけて諭し、自身も黒ヒョウと共に鉄生に協力し、タイマン勝負では名の知れた実力者だった小早川を倒す活躍を見せた。
『ドクロ』9巻に収録された描き下ろしではかなりの大食いで実家が資産家であることが描かれ、鉄生達がジキル達の下へ向かう際の交通費を全額負担している。
佐藤 史郎（さとう しろう）
二代目黒焚連合メンバー。河田二高の生徒で中島の同級生であり、兄は鉄生のバイト先の先輩。
黒ヒョウとは中学時代からの付き合いで、彼が唯一心を開いている人物でもある。黒ヒョウと鉄生とのタイマン時に黒ヒョウを疎ましく思う黒焚連合メンバー達にタイマン場所を密告したと思われていたが、実際は痛めつけられても場所を吐いておらず、将太らと共に襲われていた黒ヒョウを救った。
ジキル達の襲撃では室に倒されるも、襲撃された面々の中では比較的軽傷だったためか、電話で鉄生にジキルのことを訪ねている。

#### 爆帝利亞
山本 雄丈（やまもと ゆうじょう）
鉄生と黒ヒョウのタイマンから暫く経った頃に爆帝利亞の頭となった男。ロン毛と顔の左側の入れ墨が特徴で、争いを好むなど過激且つ危険な性格をしている。
かつては高校1年生の時点で甲子園確実と言われた高校野球のスター選手だったが、怪我からの復帰後に無理をした結果再発してしまった自分に対する周囲の掌を返した態度に激昂して暴力沙汰を起こして以来不良となり、現在に至る。
勢力拡大を狙ってメンバーを増やしていた爆帝利亞に手下と共に潜り込むと次期頭を決める投票に出来レース状態で勝利して頭となり、休戦協定を破棄して5チームで抗争を引き起こし、やがては鈴蘭などを含めた戸亜留市の各勢力も巻き込んで大規模な抗争を引き起こそうと画策し、協定に加盟しているチームを次々と襲撃し始めた。しかし武装が自分の思い通りにならないことを知ると徐々に暴走していき、将五を襲撃した際に奪った携帯の情報から加地屋中野球部襲撃を企てるも、当日に柳ら武装の襲撃を受ける。自身は鉄生と途中から駆けつけた将五とタイマンを繰り広げるも、追い詰められてことで暴走し、晋達を刺殺しようとしたところを鉄生に殴り飛ばされ敗北する。
その後は新たに「漆黒の蠍」を結成し、鉄生に敗れた数ヶ月後には鈴蘭と鳳仙の小競り合いを仕組み、全面抗争に発展するよう暗躍するようになる。
なお、上記の漆黒の蠍の項目にも記載されている通り、鉄生に敗北してから約1年半後にあたるWORST本編での鈴蘭と漆黒の蠍の最初の抗争時にはシンナー中毒の悪化で完全に正常でなくなっているらしく、漆黒の蠍が天地軍団に吸収されてからの動向は付き合いの長かった晋達も把握していない。
『ドクロ』7巻に収録された描き下ろしでは鉄生に敗北後に中学時代の天地と遭遇している。
相田 晋（あいだ しん）、西村 アツシ（にしむら アツシ）、三木 一弥（みき かずや）
爆帝利亞のメンバー。
山本が高校野球で活躍していた頃からの友人で、山本が野球をやめて不良となってからもかつてのような格好いい姿を再び見られるのではないかと信じて彼に付いて他チームの襲撃などに加担してきたが、徐々に暴走していく山本に付いて行けなくなり、たまたま遭遇した鉄生に彼を止めるよう懇願する。
山本が鉄生に敗れた後は行く当てもなかったところを鉄生に誘われて武装入りし、将太らと共に六代目世代の主要メンバーとなっており、煉獄の獅子との抗争では爆帝利亞時代に確執のあった晴本らと和解して共闘した。晋はその後六代目幹部として本編に名前が登場している。
黒田（くろだ）
爆帝利亞の古参メンバーで元幹部。
勢力拡大を狙ってメンバーを増やした結果、山本によるチーム乗っ取りや他チームの襲撃という結果を招いてしまったため、他の古参メンバー大半と共にチームを脱退し、柳にこれ以上爆帝利亞の名前を汚さないために爆帝利亞を終わらせる（＝潰す）ことを懇願した。一連の騒動後は晴本達と「慙愧の虎」を立ち上げた後、晴本に後を任せて正式に引退した。
晴本 茂雄（はるもと しげお）
爆帝利亞の古参メンバー。本編にも登場している。
黒田らと爆帝利亞を脱退し、「慙愧の虎」初代総長となる。
井上（いのうえ）
爆帝利亞の古参メンバー。
かなりの実力者として知られていたが、山本に瞬殺され、黒田らと爆帝利亞を脱退した。
WORST本編に登場する爆帝利亞から分裂したチーム「黄泉の梟」の元総長と同性だが、関連性は不明。

#### ジキル一味
ジキル / 加地木 瑠依（かじき るい）
鉄生の中学時代の友人で彼の顔に傷を付けた張本人。地元の市議会議員の息子で親しい相手にはフランクに接するも、あくまで自分が認めた相手に対してであり、それ以外の相手は基本見下した態度をとる。喧嘩の腕も鉄生と互角で時にはナイフを使用したり相手の弱点を突くような卑怯な手段も平気で使うが、真剣勝負の時は卑怯な手段は使わずに真正面から挑んでいく。
中学の入学式で鉄生と出会って直ぐに意気投合して共に喧嘩に明け暮れる毎日を過ごしていたが、2年の夏頃から周囲が自分よりも鉄生ばかりを慕うようになったため強烈な苛立ちを抱くようになり、鉄生の家族に関する根も葉もない噂を流布して彼が孤立するよう仕向けた。3年になる頃には周辺中学を支配下に置くも、鉄生が未だ自分の下に付かないことに業を煮やし、仲間を率いて彼に自分の舎弟になるよう強要するが拒否されたため持っていたカッターナイフで彼の顔に傷を付けるも、逆に顎に傷を負わされた。
その後は鉄生が学校に来なくなったため接点は無くなっていたが、卒業後も彼のことを恨んでおり、たまたま鉄生が地元に来ていたことを知ると再び彼を孤立させるために仲間を連れて戸亜留市に現れ、奈良、金、阿知羅、佐藤、井田中の3人を次々と襲撃する。
地元に戻ってきた鉄生達を倒すべく賞金をかけて探し出そうとするも、鉄生の提案を受けて4対4のタイマン勝負を行うこととなり、最終戦にて鉄生と戦う。当初は互角の勝負を展開したが、その中で鉄生が今も変わらず自分のことを見ていたと気付いてこれまでの自分の考えが間違っていたことを悟る。その後同じタイミングで届いた父親の危篤の知らせに対しても無視を決め込もうとするも、鉄生の叱責でタイマンを中断して病院に向かった。
父親の死後はある程度自立できるまで戸亜留市に住む遠縁の親戚（清広の父親）の下に身を寄せることとなり、タイマン勝負から2週間後に改めて鉄生の下を訪れ、自分のやり方が間違っていたことも含めてそのことを伝えた。
室 紀世彦（むろ きよひこ）
ジキルの幼少期からの親友。男癖の悪い母親に育児放棄されるなど家庭に居場所がないなどジキルと共通点があったことから彼とは対等な関係を築いていた。
鉄生一行とのタイマン勝負では黒板と戦い、壮絶な殴り合いの末に敗北した。一連の騒動の決着後は戸亜留市に引っ越してこれるかもしれないとのこと。
小早川（こばやがわ）
ジキルの仲間。「強さこそ正義」という考えを持ち、かつてはジキル達とは別の中学のトップだったこともあり、地元では名の知れた実力者。
鉄生一行とのタイマン勝負では田淵と戦い、当初は優位に立つも、阿知羅を侮辱したことで田淵の怒りを買い、背負投からの強烈なパンチを食らって敗北した。
トガ / 冨樫（とがし）
ジキルの仲間。「東中の戦闘狂」と呼ばれる実力者で非常に好戦的な性格をしている。
鉄生一行とのタイマン勝負では将五と戦い互角の勝負となるも、ギャラリーの一部が将五を妨害したことで形勢逆転するが、これ以上勝負を続ける必要がないと感じた鉄生に止められ、そのまま彼に一撃で倒された。

#### 煉獄の獅子
北日本を拠点とするチーム。
かつては萬侍帝国や銭屋一家と並び「北の獅子」と呼ばれるほどの一大勢力だったが、約1年前の萬侍帝国との全面戦争に敗北したことで壊滅状態となっていた。
その後は玲央達を中心にチームの再編が行われ、新メンバーや近隣の強豪チームを次々と傘下に収めることで全盛期に匹敵する勢力を取り戻したが、急激な肥大化により萬侍帝国との抗争を知る幹部達と抗争後に加入したメンバー間で意識の差異が見られるなど問題も多く抱えている。
武装と抗争後、抗争に関与したメンバーが引退するまでの期限付きで萬侍帝国との争いが起こった際は共闘する取り決めを含めた不可侵協定が結ばれた。
レオ / 獅子戸 玲央（ししど れお）
煉獄の獅子の頭。
仲間思いな好漢ではあるものの、過去の母親の死や萬侍帝国に敗北したことが大きなトラウマとなっており、勝ち続けるためになりふり構わずチーム拡大を推し進めてきた。
自分達と同じく萬侍帝国に敗北しながらもチームを立て直した武装戦線を傘下に引き入れるべく抗争を仕掛ける。
リオ / 獅子戸 莉央（ししど りお）
煉獄の獅子の頭（レオと合わせて双頭）。レオの双子の兄弟で、「獅子の二本目の牙」と恐れられていた。
萬侍帝国との抗争後もチームに残っていたものの、なりふり構わずチーム拡大を推し進めるレオのやり方に疑問を持ちチームから離れていたが、清広との邂逅を経て武装戦線と抗争中のレオたちの前に現れ、好誠と戦うも敗北する。
キーチ / 斑目 貴壱（まだらめ きいち）
煉獄の獅子の幹部。
洞察力に優れており、獅子の先遣隊として鉄生と初対面時は彼が清広の言葉で迷いを抱えていたこともあり容易くダウンさせるも、その後武装を追い詰める中でチームのあり方に疑問を感じ始めたことで迷いが生じるようになり、抗争では鉄生に敗北する。
モッチー / 餅木 太郎（もちき たろう）
煉獄の獅子の幹部。
チーム一の巨漢かつ武闘派で難波とも互角に渡り合える実力の持ち主。
中学時代は小柄で気も弱かったが、鞍多と出会ってからは彼の助言通りに鍛錬を続けた結果、喧嘩も強くなり体格も良くなった。現在ではすっかり肥満体型になり隙あらば食べまくっているため仲間達からはダイエットを勧められており、直属の舎弟達はその監視に付き合わされているが長続きはしていない（一応健康診断結果は良好らしい）。
グラタン / 鞍多 要介（くらた ようすけ）
煉獄の獅子の幹部。餅木とは中学時代からの付き合い。
他の幹部達と同様仲間思いな面があるが、喧嘩では躊躇なく相手の腕を折る残忍さも併せ持っている。
コアラ / 小洗 静（こあらい しずか）
煉獄の獅子の幹部。
身長が低いことを気にしており髪を逆立てているが、喧嘩の実力は非常に高い。
ガビ / ガブリエル＝シルヴァ
煉獄の獅子の幹部。
外見故に周りから外国人扱いされることが多かったらしいが、本人は日本語しか話せない。
溝ノ内（みぞのうち）
煉獄の獅子のメンバーで獅子の参加に入った「紅蓮街」の元頭。
獅子に加入して数日しか経っておらず萬侍帝国との抗争も経験していないため、勢力拡大に注力するレオのやり方を気に入っておらず、憂さばらしに同じ考えのメンバー数人を率いてたまたま遭遇した井田中の3人と佐橋を倒すが、鉄生達後の六代目武装主力メンバー達の報復を受ける。
その後は斑目達が自分達のことも仲間と認識していたと知ったことで考えを改め、武装との抗争でも獅子の一員として参加した。

#### その他
新條 祐樹（しんじょう ゆうき）、秦 拓樹（はた ひろき）、広野 達也（ひろの たつや）
阿知羅の後輩で井田中の生徒。将五からは「井田中の3バカ」と呼ばれる。
かつて三代目武装戦線に襲撃されて痛めつけられたことがあり、同じ目に遭った阿知羅に誘われる形で武装の名を騙って悪事を働いていた。
鉄生が阿知羅を倒したことや好誠から三代目武装の非礼を正式に謝罪されたことで武装と和解し、以降は鉄生を「アニキ」と慕うようになる。武装には正式に加入していないものの、将五達とも交流を続けている。
北島 慎平（きたじま しんぺい）
鈴蘭高校3年（第26期生）で黒澤の先輩。
喧嘩には積極的に参加することはなかったが、人当たりの良い性格のためゼットンや米崎ら鈴蘭の顔役を始めとした後輩達からも親しまれている。
パン屋を開く夢を持っており、知人の伝でパン会社への就職が内定していたが、卒業まで問題を起こさないという条件を出されたため、黒澤に鈴蘭と鳳仙の抗争を止められないか相談する。

## 勢力と対立の変遷

### 花一年時

#### 鈴蘭一年戦争編（一巻〜二巻）
結果：花が天地を下し、優勝。迫田、武藤、八板、尾崎、村川を中心に花一家が結成。

#### 鈴蘭vs鳳仙編（三巻〜五巻）
結果：抗争終了後、キングジョーが引退。

#### 六代目武装戦線編（五巻〜七巻）
●六代目武装戦線vs銭屋一家
結果：抗争寸前で手打ち。銭屋一家は鶴岡が引退。なお六代目武装戦線は河内が頭となった。

#### 鈴蘭vs漆黒の蠍編（七巻〜八巻）
●鈴蘭（ブッチャー派、原田一派、グリコ、花一家）vs漆黒の蠍（鎌田、田原）
結果：漆黒の蠍の壊滅。
五国休戦協定編（九巻〜十巻）
結果：六代目武装戦線と狂屋が協定を破ったことがきっかけで事実上解除

### 花二年時

#### 新しい動き編（十一巻）
鈴蘭：ツトムが一年戦争を制す
鳳仙：光法が一年をまとめ上げ月光兄弟の帝国と化す。

#### 花一家vsブッチャー派編（十一〜十二巻）
結果：花一家が勝利。鈴蘭の最大派閥となり「花組」と名前を改める。

#### 百鬼vs慚愧の虎編（十二〜十三巻）
結果：武装の河内の仲介で終結。百鬼の山内は引退。
天地軍団の拡大編（十四〜二十一巻）
結果：天地軍団が黒咲、焚八、七森、塚本の四高を制圧するも、鳳仙と鈴蘭の制圧に失敗。軍団は崩壊した。

### 花三年時
萬侍帝国と戸亜留市(鈴蘭 鳳仙 武装 河田二高 百合南)安生からEMODそしてかつて花と激突した元鈴蘭(※竜胆校)の天地寿率いる天知軍団もこれに参戦。結果はまさかのジャンケンで戸亜留市チームの敗北に終わったがその後花と萬侍最強の男蛭子幸一通称ビスコが激突。勝敗は原作でも語られていないが花が九里虎に｢負けたらしいな｣と言われた際｢はい！俺負けたっす！｣と言ったことから花はビスコに敗北したという説が濃厚。だが萬侍のもの達も花とやってビスコが負けたらしいと噂が流れたことからそれは嘘ではないかもしれない｢月島花ならビスコの負けは有り得る｣と言っていることから更に真相は謎のまま。

## 書誌情報

### 単行本
- 髙橋ヒロシ 『WORST』 秋田書店〈少年チャンピオンコミックス〉、全33巻
  1. 2002年5月30日発売[11]、ISBN 4-253-20217-9
  2. 2002年5月30日発売[12]、ISBN 4-253-20218-7
  3. 2002年10月3日発売[13]、ISBN 4-253-20219-5
  4. 2003年1月9日発売[14]、ISBN 4-253-20220-9
  5. 2003年5月1日発売[15]、ISBN 4-253-20221-7
  6. 2003年9月4日発売[16]、ISBN 4-253-20222-5
  7. 2004年1月8日発売[17]、ISBN 4-253-20223-3
  8. 2004年4月30日発売[18]、ISBN 4-253-20224-1
  9. 2004年8月5日発売[19]、ISBN 4-253-20225-X
  10. 2004年12月9日発売[20]、ISBN 4-253-20226-8
  11. 2005年4月8日発売[21]、ISBN 4-253-20227-6
  12. 2005年9月8日発売[22]、ISBN 4-253-20228-4
  13. 2005年12月8日発売[23]、ISBN 4-253-20229-2
  14. 2006年4月7日発売[24]、ISBN 4-253-20230-6
  15. 2006年8月8日発売[25]、ISBN 4-253-20231-4
  16. 2006年12月8日発売[26]、ISBN 4-253-20232-2
  17. 2007年4月6日発売[27]、ISBN 978-4-253-20233-6
  18. 2007年8月8日発売[28]、ISBN 978-4-253-20234-3
  19. 2008年1月8日発売[29]、ISBN 978-4-253-20235-0
  20. 2008年5月8日発売[30]、ISBN 978-4-253-20236-7
  21. 2008年10月8日発売[31]、ISBN 978-4-253-20237-4
  22. 2009年2月6日発売[32]、ISBN 978-4-253-20238-1
  23. 2010年2月8日発売[33]、ISBN 978-4-253-20239-8
  24. 2010年6月8日発売[34]、ISBN 978-4-253-20240-4
  25. 2010年11月6日発売[35]、ISBN 978-4-253-21615-9
  26. 2011年4月6日発売[36]、ISBN 978-4-253-21616-6
  27. 2011年8月6日発売[37]、ISBN 978-4-253-21617-3
  28. 2012年1月6日発売[38]、ISBN 978-4-253-21618-0
  29. 2012年5月8日発売[39]、ISBN 978-4-253-21619-7
  30. 2012年10月5日発売[40]、ISBN 978-4-253-21620-3
  31. 2013年2月8日発売[41]、ISBN 978-4-253-21621-0
  32. 2013年6月7日発売[42]、ISBN 978-4-253-21622-7
    - 本革製マルチケース付限定版：同日発売[43]、ISBN 978-4-253-18183-9

  33. 2013年12月6日発売[44]、ISBN 978-4-253-21623-4
- 髙橋ヒロシ 『WORST外伝』 秋田書店〈少年チャンピオンコミックス〉、2009年9月8日発売[45]、ISBN 978-4-253-20151-3
- 髙橋ヒロシ（原作） / 鈴木リュータ（作画） 『WORST外伝 グリコ』、秋田書店〈少年チャンピオンコミックス・エクストラ〉、既刊34巻（2025年8月7日現在）
  1. 2019年6月7日発売[46]、ISBN 978-4-253-25431-1
  2. 2019年7月8日発売[47]、ISBN 978-4-253-25432-8
  3. 2019年10月8日発売[48]、ISBN 978-4-253-25433-5
  4. 2019年12月6日発売[49]、ISBN 978-4-253-25434-2
  5. 2020年3月6日発売[50]、ISBN 978-4-253-25435-9
  6. 2020年6月8日発売[51]、ISBN 978-4-253-25436-6
  7. 2020年7月8日発売[52]、ISBN 978-4-253-25437-3
  8. 2020年9月8日発売[53]、ISBN 978-4-253-25438-0
  9. 2020年11月6日発売[54]、ISBN 978-4-253-25439-7
  10. 2021年2月8日発売[55]、ISBN 978-4-253-25440-3
  11. 2021年3月8日発売[56]、ISBN 978-4-253-25441-0
  12. 2021年6月8日発売[57]、ISBN 978-4-253-25442-7
  13. 2021年8月6日発売[58]、ISBN 978-4-253-25443-4
  14. 2021年11月8日発売[59]、ISBN 978-4-253-25444-1
  15. 2022年2月8日発売[60]、ISBN 978-4-253-25445-8
  16. 2022年4月7日発売[61]、ISBN 978-4-253-25446-5
  17. 2022年6月8日発売[62]、ISBN 978-4-253-25447-2
  18. 2022年9月8日発売[63]、ISBN 978-4-253-25448-9
  19. 2022年11月8日発売[64]、ISBN 978-4-253-25449-6
  20. 2023年1月6日発売[65]、ISBN 978-4-253-25450-2
  21. 2023年3月8日発売[66]、ISBN 978-4-253-25486-1
  22. 2023年5月8日発売[67]、ISBN 978-4-253-25487-8
  23. 2023年8月8日発売[68]、ISBN 978-4-253-25488-5
  24. 2023年10月6日発売[69]、ISBN 978-4-253-25489-2
  25. 2024年1月5日発売[70]、ISBN 978-4-253-25490-8
  26. 2024年3月7日発売[71]、ISBN 978-4-253-25491-5
  27. 2024年5月8日発売[72]、ISBN 978-4-253-25492-2
  28. 2024年7月8日発売[73]、ISBN 978-4-253-25493-9
  29. 2024年10月8日発売[74]、ISBN 978-4-253-25494-6
  30. 2024年12月6日発売[75]、ISBN 978-4-253-25495-3
  31. 2025年2月7日発売[76]、ISBN 978-4-253-25496-0
  32. 2025年4月8日発売[77]、ISBN 978-4-253-25497-7
  33. 2025年6月6日発売[78]、ISBN 978-4-253-25498-4
  34. 2025年8月7日発売[79]、ISBN 978-4-253-25499-1
- 髙橋ヒロシ（原作） / きだまさし（作画） 『WORST外伝 ドクロ』、秋田書店〈少年チャンピオンコミックス・エクストラ〉、既刊19巻（2025年7月8日現在）
  1. 2019年6月7日発売[80]、ISBN 978-4-253-25416-8
  2. 2019年10月8日発売[81]、ISBN 978-4-253-25417-5
  3. 2020年2月7日発売[82]、ISBN 978-4-253-25418-2
  4. 2020年6月8日発売[83]、ISBN 978-4-253-25419-9
  5. 2020年11月6日発売[84]、ISBN 978-4-253-25420-5
  6. 2021年3月8日発売[85]、ISBN 978-4-253-25421-2
  7. 2021年6月8日発売[86]、ISBN 978-4-253-25422-9
  8. 2021年11月8日発売[87]、ISBN 978-4-253-25423-6
  9. 2022年2月8日発売[88]、ISBN 978-4-253-25424-3
  10. 2022年6月8日発売[89]、ISBN 978-4-253-25425-0
  11. 2022年11月8日発売[90]、ISBN 978-4-253-25426-7
  12. 2023年5月8日発売[91]、ISBN 978-4-253-25427-4
  13. 2023年7月6日発売[92]、ISBN 978-4-253-25428-1
  14. 2023年11月8日発売[93]、ISBN 978-4-253-25429-8
  15. 2024年3月7日発売[94]、ISBN 978-4-253-25430-4
  16. 2024年7月8日発売[95]、ISBN 978-4-253-25473-1
  17. 2024年11月8日発売[96]、ISBN 978-4-253-25474-8
  18. 2025年3月7日発売[97]、ISBN 978-4-253-25475-5
  19. 2025年7月8日発売[98]、ISBN 978-4-253-25476-2
- 髙橋ヒロシ（原案） / 鈴木大（原作） / 山本真太朗（作画） 『WORST外伝 ゼットン先生』、秋田書店〈少年チャンピオンコミックス〉、既刊15巻（2025年5月8日現在）
  1. 2020年11月6日発売[99][100]、ISBN 978-4-253-29126-2
  2. 2021年2月8日発売[101]、ISBN 978-4-253-29127-9
  3. 2021年6月8日発売[102]、ISBN 978-4-253-29128-6
  4. 2021年10月8日発売[103]、ISBN 978-4-253-29129-3
  5. 2022年2月8日発売[104]、ISBN 978-4-253-29130-9
  6. 2022年6月8日発売[105]、ISBN 978-4-253-29131-6
  7. 2022年9月8日発売[106]、ISBN 978-4-253-29132-3
  8. 2023年1月6日発売[107]、ISBN 978-4-253-29133-0
  9. 2023年5月8日発売[108]、ISBN 978-4-253-29134-7
  10. 2023年9月7日発売[109]、ISBN 978-4-253-29135-4
  11. 2024年1月5日発売[110]、ISBN 978-4-253-29136-1
  12. 2024年5月8日発売[111]、ISBN 978-4-253-29137-8
  13. 2024年9月6日発売[112]、ISBN 978-4-253-29138-5
  14. 2025年1月8日発売[113]、ISBN 978-4-253-29139-2
  15. 2025年5月8日発売[114]、ISBN 978-4-253-29140-8
- 髙橋ヒロシ（原案） / キタハラタケヨ（原案） / 林たかあき（漫画） / 増本庄一郎（脚本協力） 『WORST外伝 サブロクサンタ 名もなきカラスたち』、秋田書店〈少年チャンピオンコミックス〉、既刊10巻（2025年5月8日現在）
  1. 2022年6月8日発売[115]、ISBN 978-4-253-29371-6
  2. 2022年9月8日発売[116]、ISBN 978-4-253-29372-3
  3. 2023年1月6日発売[117]、ISBN 978-4-253-29373-0
  4. 2023年5月8日発売[118]、ISBN 978-4-253-29374-7
  5. 2023年9月7日発売[119]、ISBN 978-4-253-29375-4
  6. 2024年1月5日発売[120]、ISBN 978-4-253-29376-1
  7. 2024年5月8日発売[121]、ISBN 978-4-253-29377-8
  8. 2024年9月6日発売[122]、ISBN 978-4-253-29378-5
  9. 2025年1月8日発売[123]、ISBN 978-4-253-29379-2
  10. 2025年5月8日発売[124]、ISBN 978-4-253-29380-8

### 廉価版
- 髙橋ヒロシ 『新・最強伝説 WORST ○○編』 秋田書店〈秋田トップコミックスワイド〉、全16巻
  - 「鈴蘭番長宣言編」2010年3月、ISBN 978-4-253-24331-5
  - 「鈴蘭鳳仙全面戦争勃発編」2010年4月28日発売、ISBN 978-4-253-24332-2
  - 「六代目武装戦線誕生編」2010年5月27日発売、ISBN 978-4-253-24333-9
  - 「漆黒の蠍暗躍編」2010年6月24日発売、ISBN 978-4-253-24334-6
  - 「世代交代激情編」2012年7月29日発売、ISBN 978-4-253-24335-3
  - 「鈴蘭新体制始動編」2012年9月27日発売、ISBN 978-4-253-24336-0
  - 「天地軍団勢力拡大編」2012年10月25日発売、ISBN 978-4-253-24337-7
  - 「鳳仙×天地軍団激突編」2012年11月29日発売、ISBN 978-4-253-24453-4
  - 「天地軍団壊滅編」2012年12月27日発売、ISBN 978-4-253-24454-1
  - 「月島花×天地寿死闘編」2013年1月31日発売、ISBN 978-4-253-24455-8
  - 「梅星一家編」2013年9月26日発売、ISBN 978-4-253-24692-7
  - 「新たなる抗争編」2014年10月30日発売、ISBN 978-4-253-24661-3
  - 「T.F.O.A vs E.M.O.D編」2014年11月27日発売、ISBN 978-4-253-24662-0
  - 「激突!花対九里虎!編」2014年12月25日発売、ISBN 978-4-253-24663-7
  - 「萬侍帝国襲来編」2015年1月29日発売、ISBN 978-4-253-24664-4
  - 「7人対7人タイマン編」2015年2月26日発売、ISBN 978-4-253-24665-1
- 髙橋ヒロシ 『2大不良コミック激突! クローズ×WORST ○○編』 秋田書店〈秋田トップコミックスワイド〉、全6巻
  - 「鈴蘭1年戦争編」2013年2月28日発売、ISBN 978-4-253-24701-6
  - 「鈴蘭VS鳳仙抗争編」2013年3月28日発売、ISBN 978-4-253-24702-3
  - 「究極タイマン編」2013年4月25日発売、ISBN 978-4-253-24703-0
  - 「武装戦線誕生編」2013年5月30日発売、ISBN 978-4-253-24704-7
  - 「武装戦線躍進編」2013年6月27日発売、ISBN 978-4-253-24705-4
  - 「武装戦線抗争編」2013年7月25日発売、ISBN 978-4-253-24706-1
- 髙橋ヒロシ（原作） / 鈴木リュータ（作画） 『WORST外伝 グリコ スペシャルプライスパック(1)(2)巻セット』、秋田書店〈少年チャンピオンコミックス・エクストラ〉、2021年3月8日発売[125]、ISBN 978-4-253-13147-6
- 髙橋ヒロシ（原作） / きだまさし（作画） 『WORST外伝 ドクロ スペシャルプライスパック(1)(2)巻セット』、秋田書店〈少年チャンピオンコミックス・エクストラ〉、2021年3月8日発売[126]、ISBN 978-4-253-13146-9

### 新装版
- 髙橋ヒロシ 『新装版 WORST』 秋田書店〈少年チャンピオンコミックス・エクストラ〉、全19巻
  1. 2019年6月7日発売[127]、ISBN 978-4-253-25451-9
  2. 2019年6月7日発売[128]、ISBN 978-4-253-25452-6
  3. 2019年7月8日発売[129]、ISBN 978-4-253-25453-3
  4. 2019年7月8日発売[130]、ISBN 978-4-253-25454-0
  5. 2019年8月8日発売[131]、ISBN 978-4-253-25455-7
  6. 2019年8月8日発売[132]、ISBN 978-4-253-25456-4
  7. 2019年9月6日発売[133]、ISBN 978-4-253-25457-1
  8. 2019年9月6日発売[134]、ISBN 978-4-253-25458-8
  9. 2019年10月1日発売[135]、ISBN 978-4-253-25459-5
  10. 2019年10月1日発売[136]、ISBN 978-4-253-25460-1
  11. 2019年11月8日発売[137]、ISBN 978-4-253-25461-8
  12. 2019年11月8日発売[138]、ISBN 978-4-253-25462-5
  13. 2019年12月6日発売[139]、ISBN 978-4-253-25463-2
  14. 2019年12月6日発売[140]、ISBN 978-4-253-25464-9
  15. 2020年1月8日発売[141]、ISBN 978-4-253-25465-6
  16. 2020年1月8日発売[142]、ISBN 978-4-253-25466-3
  17. 2020年2月7日発売[143]、ISBN 978-4-253-25467-0
  18. 2020年2月7日発売[144]、ISBN 978-4-253-25468-7
  19. 2020年3月6日発売[145]、ISBN 978-4-253-25469-4
- 髙橋ヒロシ 『新装版 WORST外伝』 秋田書店〈少年チャンピオンコミックス・エクストラ〉、全2巻
  1. 2020年4月8日発売[146]、ISBN 978-4-253-25470-0
  2. 2020年4月8日発売[147]、ISBN 978-4-253-25471-7

### 関連書籍
- 公式キャラクターブック - シリーズ全4巻
  - 『We are the WORST!“クローズ”&“WORST”キャラクターブック』2003年9月4日発売、ISBN 4-253-20139-3
  - 『鈴蘭男子高校入学案内』2007年12月7日発売[148]、ISBN 978-4-253-20150-6
  - 『We are the WORST! II“クローズ”&“WORST”キャラクターブック』2009年9月8日発売、ISBN 978-4-253-20140-7（『WORST外伝』第一部の梅星ブラザーズ編・収録）
  - 『クローズ&WORSTキャラクターブック武装戦線クロニクル』2010年3月8日発売[149]、ISBN 978-4-253-20153-7
  - 『We are the WORST! 卒業-graduation-』2016年1月8日発売[150]、ISBN 978-4-253-20152-0